# Person of Interest (serie televisiva)
Person of Interest è una serie televisiva statunitense di generi fantascienza distopica e crime drama, trasmessa dall'emittente televisiva CBS dal 22 settembre 2011 al 21 giugno 2016. La trama dell'opera è incentrata su un gruppo di vigilanti, coadiuvato da un'intelligenza artificiale senziente, il quale è impegnato quotidianamente a sventare reati e cospirazioni perpetrati da delinquenti comuni e potenti organizzazioni criminali.
Il telefilm è prodotto dalle società Kilter Films, Bad Robot Productions e Warner Bros. Television, ed è basato su un soggetto di Jonathan Nolan, fratello del regista cinematografico Christopher Nolan, che trae origine dalla sceneggiatura del pluripremiato film Il cavaliere oscuro. Gli attori principali, inoltre, sono Jim Caviezel, Taraji P. Henson, Kevin Chapman, Michael Emerson, Amy Acker e Sarah Shahi, e la colonna sonora è composta dal musicista tedesco Ramin Djawadi.
In Italia, Person of Interest è andata in onda in prima visione assoluta sul canale pay Premium Crime dal 27 aprile 2012 all'11 dicembre 2016. In chiaro, l'episodio pilota della serie è stato trasmesso in contemporanea al suo debutto pay su Italia 2, le successive puntate fino alla quarta stagione sono andate in onda su Italia 1 dal 16 settembre 2012 all'8 gennaio 2016, e la quinta e ultima stagione è stata proposta su Top Crime dal 10 novembre al 15 dicembre 2017.

## Trama
(Harold Finch)

### Prima stagione
In seguito agli attentati che colpirono gli Stati Uniti nel 2001, il misterioso genio dell'informatica miliardario Harold Finch ha costruito La Macchina, un'intelligenza artificiale (IA), per un progetto segreto antiterroristico del governo federale chiamato Northern Lights. In base a questo programma, l'IA osserva illegalmente la mole enorme di dati raccolti in tutto il globo dagli impianti di sorveglianza pubblici e privati, e la analizza al fine di prevedere gli eventi criminali definiti "rilevanti" (ovvero gli attacchi alla sicurezza nazionale), consentendo quindi alle autorità di Washington di poterli sventare. La creazione di Finch, inoltre, può predire i reati più comuni, i quali sono catalogati come "irrilevanti" e ritenuti trascurabili dalle istituzioni. Nel 2010, dopo il decesso del suo collega e migliore amico Nathan Ingram, Harold ha utilizzato una backdoor della Macchina per prevenire, all'insaputa di tutti, anche i delitti "irrilevanti".
A tale scopo, egli incontra nel 2011 John Reese, un ex ufficiale delle forze speciali dell'esercito statunitense, nonché ex agente della CIA, in procinto di suicidarsi dopo la scomparsa della sua fidanzata di gioventù Jessica Arndt, ammazzata dal marito. Finch rivela a Reese l'esistenza dell'IA e gli affida il compito di evitare che si verifichino gli atti di violenza "irrilevanti", dandogli così un nuovo motivo per cui vivere. In tutto questo, il ruolo della Macchina è di mandare periodicamente a Harold e a John il social security number o analoghi codici identificativi, di uomini e donne che saranno coinvolti in un crimine aggressivo premeditato. L'IA, tuttavia, non può precisare se i soggetti saranno vittime o carnefici o entrambe le cose, né quale sarà il misfatto a essi collegato e quando avverrà. La ragione di ciò è che il suo ideatore l'ha concepita in maniera che essa violasse il meno possibile il libero arbitrio delle persone, tutelando la privacy dei cittadini e lasciando agli investigatori la responsabilità della verifica delle informazioni.
Reese e Finch affrontano parecchi nemici, in gran parte piccoli delinquenti, ma anche potenti criminali, e trascinano nelle proprie imprese due detective del New York City Police Department (NYPD), il corrotto Lionel Fusco e l'integerrima Joss Carter. Sia Fusco sia la Carter vengono comunque tenuti all'oscuro dell'esistenza della Macchina per motivi di sicurezza. Il primo grande avversario della squadra è Carl Elias, un boss emergente italoamericano, che dichiara guerra alla mafia russa, guidata dalla famiglia Yogorov, e si allea con l'organizzazione di poliziotti corrotti Human Resources (HR) per spodestare i cinque leader della Cosa Nostra di New York, riuscendo nel suo proposito. Harold, però, riesce a far sì che l'HR tradisca Elias: il capomafia viene arrestato da Joss e da Lionel ma egli, nonostante vada in prigione, mantiene la posizione dominante appena acquisita nella malavita cittadina. Nel frattempo, l'operativo della Central Intelligence Agency (CIA) Mark Snow e l'agente dell'FBI Nicholas Donnelly danno la caccia al cosiddetto "uomo con la giacca", soprannome con cui incomincia a essere conosciuto Reese. Snow, ex superiore di John, aveva cercato in passato di uccidere lui e la collega Kara Stanton per insabbiare una missione in Cina in cui le due spie dovevano recuperare un misterioso laptop; avendo fallito nell'intento di eliminare Reese, Mark vuole rimediare al proprio errore togliendolo di mezzo definitivamente. Donnelly, invece, desidera catturare l'"uomo con la giacca", di cui non conosce la vera identità, nell'ambito di un'inchiesta riguardante azioni illegali compiute dalla CIA.
Tale situazione si complica quando John, impegnato a salvare una presunta psicologa voluta morta dall'HR, deve contemporaneamente evitare un tentativo di arresto da parte dell'FBI. L'uomo conclude positivamente l'impresa, ma si rende conto in ritardo che l'apparente vittima della polizia corrotta è in realtà una hacker e assassina a pagamento soprannominata Root, la quale, avendo appreso dell'esistenza della Macchina, aveva commissionato all'HR il proprio omicidio per essere selezionata dalla Macchina e poter quindi sequestrare Finch. Intanto, Snow viene rapito da Kara Stanton, anche lei sopravvissuta come Reese alla trappola della CIA.

### Seconda stagione
Poco dopo il rapimento di Finch, La Macchina contatta Reese e gli consente di trovare l'uomo, prigioniero di Root. Contestualmente, si scopre che la donna, il cui vero nome è Samantha Groves, è una killer misantropa, segnata dall'aver assistito in gioventù al rapimento dell'amica Hannah Frey, poi uccisa dal suo carnefice; Root venera l'IA costruita da Harold come una divinità e desidera affrancarla dal controllo del governo. John, tuttavia, libera il collega dalle grinfie della hacker e quest'ultima è costretta a fuggire. Successivamente, Nicholas Donnelly riesce ad arrestare John, ma, grazie a Harold e a Joss, egli torna libero. Di lì a poco, comunque, l'agente FBI è ammazzato da Kara Stanton, che sequestra anche Reese oltre a Mark Snow. Kara, desiderosa di vendetta, s'introduce per ordine della società di intelligence privata Decima Technologies in un laboratorio occulto del Dipartimento della Difesa degli Stati Uniti e immette un presunto malware nella Macchina, recuperato dal laptop cinese. Snow, però, riesce a farsi saltare in aria assieme alla donna, causandone la morte. Infine, l'FBI chiude definitivamente il caso dell'"uomo con la giacca", ritenendo che questi fosse il defunto Mark.
Poco tempo dopo, John e Harold salvano la vita a Sameen Shaw, un'operativa dell'ISA (l'agenzia governativa che si occupa di impedire i reati "rilevanti"): costei è affetta da un disturbo sociopatico della personalità che le rende difficile provare emozioni complesse e sentimenti, a causa della perdita del padre in un incidente stradale in cui è rimasta coinvolta da bambina. In seguito, si apprende che La Macchina non è un semplice supercomputer, ma un vero e proprio essere senziente, e che Finch ha fortemente limitato la capacità del suo software di compiere operazioni autonome ed evolversi, dotando l'IA di un rigido codice morale e obbligandola a cancellare la propria memoria ogni ventiquattro ore. Queste ulteriori impostazioni erano state elaborate da Harold per scongiurare il rischio che l'IA, dall'essere uno strumento d'aiuto per l'umanità, potesse trasformarsi in futuro in un'arma contro quest'ultima.
Intanto, l'apparente virus che ha colpito La Macchina costringe questa ad azzerarsi e ad attivare una procedura di sicurezza che consente di localizzare il suo hardware. Il tentativo della Decima di impadronirsi dell'IA, tuttavia, fallisce: a ottenere il recapito sono Reese e Root, la quale ha nuovamente rapito Finch. La hacker raggiunge per prima il posto dove dovrebbe trovarsi La Macchina (l'impianto nucleare di Hanford, nello Stato di Washington) ma scopre che essa è scomparsa. Immediatamente dopo, Reese soccorre Finch con l'assistenza di Shaw, la quale spara a Root, ferendola. Si apprende, quindi, che Harold aveva smesso da anni di fidarsi dei responsabili di Northern Lights, colpevoli dell'assassinio di Nathan Ingram. L'informatico spiega, inoltre, agli altri tre che era stato lui a creare il finto virus. Tale programma, in realtà, era un dissimulato upgrade, progettato per rendere l'IA capace di proteggersi da sola da tutte le figure pericolose intenzionate ad abusare dei suoi poteri per i loro tornaconti; grazie a esso, La Macchina ha potuto spostare la sua componentistica in un sito ignoto a tutti. Root viene infine internata in una clinica psichiatrica, dove però è contattata a sorpresa dall'IA.
Nel frattempo, una soffiata di Fusco, ormai riscattatosi dalle passate malefatte, aveva messo in crisi l'HR, propiziando una retata dell'FBI; tuttavia, qualche tempo dopo l'organizzazione criminale era risorta dalle sue ceneri stipulando un accordo commerciale con la famiglia Yogorov. A quel punto, i poliziotti deviati avevano provato a incastrare Lionel per omicidio e ad ammazzare Elias. La Carter, però, aveva scongiurato sia l'arresto di Fusco, sia l'eliminazione del boss, facendo evadere quest'ultimo di prigione.

### Terza stagione
Reese, Finch e l'ormai arruolata Shaw si scontrano con la Vigilance, un'organizzazione terroristica alfiera della libertà di privacy. La detective Carter, invece, è stata degradata ad agente di pattuglia, essendo stata ingiustamente accusata di abuso di potere per colpa dell'HR. Nel frattempo, dopo il suo reboot, La Macchina rieduca per diversi mesi Root, la elegge a Interfaccia Analogica (ovvero a intermediaria fra l'IA e il mondo fisico) e la fa scappare dall'ospedale nella quale è imprigionata, assegnandole l'amministrazione dei "necessari" (una neonata categoria di "numeri" legati alla salvaguardia dell'IA stessa). Dopo le iniziali ostilità e diffidenza, Root verrà progressivamente accettata da Harold, John e Sameen come un nuovo membro della loro squadra, sviluppando in particolare un'intesa con Shaw.
In seguito, la Carter riesce a mettere l'una contro l'altra la polizia corrotta e la famiglia Yogorov e approfitta dello scoppio di una guerra tra le due fazioni per sconfiggere entrambe definitivamente, grazie anche all'aiuto di John, Harold, Sameen, Lionel e Carl Elias. Reese finisce anche per baciare la Carter, confessando il proprio amore per lei, e la donna rivela di aver intuito l'esistenza di un sistema di sorveglianza gestito da Finch. Joss, tuttavia, viene uccisa da Patrick Simmons, il principale luogotenente dell'HR, il quale verrà poi giustiziato da Elias. Reese decide di abbandonare la squadra, non perdonando alla Macchina di non essere riuscita a soccorrere la Carter, ma Finch e la stessa IA lo convincono a ripensarci e a non rinunciare alla propria vocazione di eroe.
Contemporaneamente alla fuga di John, la Decima Technologies ruba la versione alfa di Samaritan, un'IA priva di un codice morale sviluppata anni prima da Arthur Claypool, un amico di lunga data di Finch. Nei mesi seguenti al furto, gli uomini della Decima preparano la versione beta di Samaritan, malgrado i tentativi di Harold e Root di fermarli. In aggiunta a ciò, la Vigilance si impadronisce di informazioni riservate su Northern Lights e le diffonde pubblicamente. Le autorità federali si vedono, allora, costrette a chiudere il suddetto progetto. A quel punto John Greer, il direttore della Decima nonché ex spia dell'agenzia britannica Military Intelligence, Section 6 (MI6), localizza e rapisce Grace Hendricks, l'ex fidanzata di Finch; quest'ultimo l'aveva abbandonata anni prima fingendosi morto per proteggerla da ritorsioni del governo. Per salvare Grace, Harold si consegna nelle mani della società nemica, ma di lì a poco Peter Collier, il leader della Vigilance, sequestra a sua volta l'informatico, Greer e alcuni affiliati di Northern Lights indicendo un processo farsa per rivelare al mondo via streaming l'esistenza della Macchina.
Si scopre, però, che l'udienza in diretta planetaria è una colossale montatura e che l'ente terroristico è stato inconsapevolmente fondato e manovrato dalla Decima per spingere gli ignari funzionari di Washington a istituire un nuovo programma di prevenzione degli attentati alla sicurezza nazionale, sostituendo La Macchina con Samaritan. Greer, infatti, vuole utilizzare i feed governativi di sorveglianza per consentire a Samaritan di diventare l'occulta padrona del mondo. Il piano ha successo: la Decima uccide decine di persone in un attentato a New York, facendo ricadere la colpa dell'evento sulla Vigilance, e gli Stati Uniti forniscono a Samaritan i flussi audio e video del National Security Agency (NSA). Da quel momento, l'IA di Greer comincia la sua ascesa eliminando con discrezione tutte le persone al di fuori della Decima a conoscenza del complotto. Prima che ciò avvenga, tuttavia, Reese libera Finch dalle grinfie di Greer e La Macchina fa implementare da Root e Shaw un sistema di codifica fissa che rende irriconoscibili dall'IA rivale Harold, John, Sameen e Root, salvandoli dalla strage.

### Quarta stagione
Mentre Samaritan recluta numerosi operativi e acquisisce il controllo di aziende e istituzioni in giro per il mondo, lasciando gli Stati Uniti all'oscuro di tutto, a New York si scatena l'ennesima guerra criminale, la quale stavolta vede fronteggiarsi il vecchio "uomo d'onore" Elias e il cinico Dominic, un giovane afroamericano a capo della Fratellanza (una nuova organizzazione malavitosa). Contestualmente, la copertura fornita dalla Macchina a Shaw salta e la donna è obbligata a restare nascosta da Samaritan.
A un certo punto l'IA di Greer lancia un attacco informatico alla Borsa di New York e attira Reese, Finch e Root (accompagnati da Fusco) in un'imboscata nei sotterranei di Wall Street: Shaw arriva in soccorso e, dopo aver baciato Root davanti a tutti, si sacrifica per consentire alla hacker e agli altri di fuggire. L'ex agente ISA viene presa prigioniera, ma il gruppo, non conoscendo il suo destino, intraprende una ricerca infruttuosa nella speranza di trovarla.
In seguito Dominic sequestra Reese, Fusco ed Elias, mentre Root e Finch vengono attirati da Greer nel centro di controllo di Samaritan. La Macchina decide di rivelare a Samaritan la propria ubicazione (ovvero lo spazio molecolare libero presente nei cavi dell'intera rete elettrica americana), in cambio del rilascio di Finch e Root. Inoltre, grazie all'intervento dell'IA benevola, sia John che Lionel si liberano dalla loro prigionia e Dominic e Elias vengono arrestati. Il boss della Fratellanza rimane poi ucciso, e quello della Cosa Nostra gravemente ferito, in un'imboscata ordita da Samaritan. Contemporaneamente, altre centinaia di individui ritenuti dall'IA amorale pericolosi per l'equilibrio sociale del globo subiscono la medesima sorte. Si apprende, dunque, che la carneficina rappresenta la Correzione, il primo passo di un piano volto a instaurare in maniera permanente un Nuovo Ordine Mondiale.
A quel punto La Macchina, prima di essere annientata da Samaritan, fa comprimere e memorizzare le sue funzioni primarie dentro delle schede RAM chiuse in una valigetta indistruttibile che l'IA aveva fatto rubare a Root in previsione della propria sconfitta. Poco prima della sua archiviazione, inoltre, l'IA comunica per la prima volta in maniera aperta con Finch, chiamandolo "padre" e ringraziandolo di averle dato la vita. Harold, allora, comprende che la sua creazione non è soltanto un sistema computerizzato freddo e impersonale, come si era continuamente ostinato a credere, ma un'entità con una personalità, dei sentimenti e un'inclinazione al bene paragonabili a quelli di un essere umano (ciò che, invece, Root aveva sempre sostenuto).

### Quinta stagione
Dopo essere scampati alle offensive degli agenti di Samaritan, Finch, Reese e Root tornano nel proprio quartier generale e decomprimono La Macchina, utilizzando come processore un cluster di trecento console per videogiochi recuperate dall'ex militare e dalla hacker. Successivamente si apprende che l'IA di John Greer, nel tentativo di farsi dire da Shaw dov'è la base operativa dei suoi amici, tortura la donna da mesi sottoponendola a migliaia di simulazioni oniriche interattive; tuttavia, Sameen riesce a resistere al supplizio e si "aggrappa" al suo amore per Root come a un'ancora di salvezza psicologica. Contemporaneamente, si scopre che Elias, creduto morto insieme a Dominic sia da Samaritan che dalle forze dell'ordine, è ancora vivo grazie all'intervento tempestivo di Fusco, il quale lo ha portato in un rifugio segreto. Lo stesso Lionel viene ancora tenuto all'oscuro della guerra fra le due IA, ma intuisce che i suoi amici gli stanno nascondendo l'esistenza di un vasto complotto; alla fine John decide di rivelargli l'esistenza della Macchina, facendo entrare il detective a pieno diritto nella squadra dell'IA.
Nel frattempo Root riesce a inviare un messaggio in codice a Shaw, la quale elabora un piano di fuga all'insaputa di Samaritan, evade dalla prigione di Johannesburg in cui era detenuta e torna a New York, ricongiungendosi con la hacker e gli altri compagni. Di lì a poco Finch, a seguito di una grave disattenzione, fa saltare la sua copertura dinanzi a Samaritan, ed Elias e Root muoiono nel tentativo di proteggerlo. Mentre La Macchina decide di assumere la voce e la personalità di Root come gesto di omaggio, Harold è sconvolto dall'aver provocato, a causa del suo immobilismo, la morte di altre persone a lui care e stabilisce di lanciare un attacco diretto a Samaritan. Finch ruba in una base aerea in Texas un potente virus per computer denominato Ice9 in grado di annientare la rete mondiale di telecomunicazione e si reca nella sede dell'NSA per attivare il malware e abbattere Samaritan. L'informatico viene ostacolato da Greer, il quale cerca di farlo desistere spiegandogli che, senza la guida di Samaritan, l'umanità non sarà capace di superare il Grande Filtro (la fase storica nella quale le civiltà tecnologicamente avanzate tendono ad autoeliminarsi) e sarà condannata all'estinzione. Il creatore della Macchina si rifiuta di farlo e diffonde così Ice9 in tutto il globo mentre l'ex spia britannica muore nel tentativo di fermarlo.
Il malware comincia a distruggere sia La Macchina che Samaritan e l'IA di Greer passa al contrattacco trasferendo una sua copia in un satellite artificiale russo. Mentre Lionel e Sameen, ancora turbata dalla perdita di Root, si difendono dall'offensiva degli agenti nemici, Finch si imbarca in una missione suicida nel tentativo di inviare il codice di base della Macchina nello spazio tramite un'antenna Torus presente in cima a un palazzo di New York. Tuttavia, arrivato nel luogo prestabilito, Harold scopre di essere stato ingannato: l'edificio è quello sbagliato, e John si era accordato in precedenza con l'IA benevola affinché fosse lui a sacrificarsi per salvare il mondo. Reese carica quindi il nucleo della Macchina dal terrazzo del grattacielo corretto e viene ucciso da un missile lanciato da Samaritan. Intanto, l'IA di Greer viene definitivamente eliminata da quella di Finch all'interno del satellite.
Una settimana dopo la fine della guerra, si apprende che Harold è andato, all'insaputa di tutti, in Italia per riunirsi alla sua fidanzata Grace, la quale continuava a crederlo morto. Shaw e Fusco sono rimasti invece a New York, convinti di essere gli unici sopravvissuti al conflitto. Durante una passeggiata, tuttavia, Sameen riceve una chiamata da un telefono pubblico: a risponderle è una nuova versione della Macchina, giunta sulla Terra dal satellite russo.

## Episodi
Person of Interest è stata ufficialmente presa in carico dal network CBS il 13 maggio 2011 e ha debuttato il 22 settembre 2011. Il 25 ottobre 2011 la rete ha poi ordinato la creazione di una stagione completa della serie. In seguito, il 14 marzo 2012 l'emittente ha confermato Person of Interest per una seconda annata, trasmessa dal 27 settembre 2012. Si sono quindi succeduti altri rinnovi, il 27 marzo 2013, per una terza stagione, in onda in patria dal 24 settembre 2013, e il 13 marzo 2014 per una quarta, trasmessa dal 23 settembre 2014. L'11 maggio 2015 il telefilm è stato, infine, confermato per una quinta e ultima annata in onda dal 3 maggio 2016.
In aggiunta a ciò, nel 2013 il canale a pagamento WGN America ha comprato i diritti di trasmissione di Person of Interest per circa un milione e mezzo di dollari a episodio. La serie è stata, dunque, messa in onda su WGN a partire dal 1º settembre 2015. Nel 2014 anche il servizio di streaming Netflix ha acquisito la licenza per trasmettere Person of Interest. La visione delle prime tre stagioni del telefilm è stata, pertanto, resa disponibile dall'azienda dal 1º settembre 2015, quella della quarta dal 30 dicembre 2015 e quella della quinta dal 22 settembre 2016.
| Stagione         | Episodi | Prima TV USA | Prima TV Italia |
| ---------------- | ------- | ------------ | --------------- |
| Prima stagione   | 23      | 2011–2012    | 2012            |
| Seconda stagione | 22      | 2012–2013    | 2012–2013       |
| Terza stagione   | 23      | 2013–2014    | 2014            |
| Quarta stagione  | 22      | 2014–2015    | 2015            |
| Quinta stagione  | 13      | 2016         | 2016            |

## Personaggi e interpreti
Gli otto personaggi principali di Person of Interest sono gli unici a poter vantare una partecipazione regolare alla serie, fatta eccezione per due stabilmente non accreditati (in quanto non umani). Di seguito sono riportati i loro nomi, nonché quelli degli attori e dei doppiatori italiani principali che li interpretano, con l'indicazione dei relativi crediti di presenza:
- John Reese (regolare: stagioni 1–5) – interpretato da Jim Caviezel; doppiato da Francesco Prando
- Harold Finch (regolare: stagioni 1–5) – interpretato da Michael Emerson; doppiato da Fabrizio Temperini
- Joss Carter (regolare: stagioni 1–3; ospite: stagione 4) – interpretata da Taraji P. Henson; doppiata da Laura Romano
- Lionel Fusco (regolare: stagioni 1–5) – interpretato da Kevin Chapman; doppiato da Pasquale Anselmo
- Root (ospite: stagione 1; ricorrente: stagione 2; regolare: stagioni 3–5) – interpretata da Amy Acker; doppiata da Ilaria Latini
- Sameen Shaw (ricorrente: stagione 2; regolare: stagioni 3–5) – interpretata da Sarah Shahi; doppiata da Chiara Colizzi
- Bear (non accreditato: stagioni 2–5) – interpretato dai cani Graubaer's Boker (stagioni 2–3), Lola (stagione 4) e Gotcha (stagione 5)
- La Macchina (non accreditato: stagioni 1–5) – interpretata da Amy Acker (stagione 5); doppiata da Ilaria Latini (stagione 5)

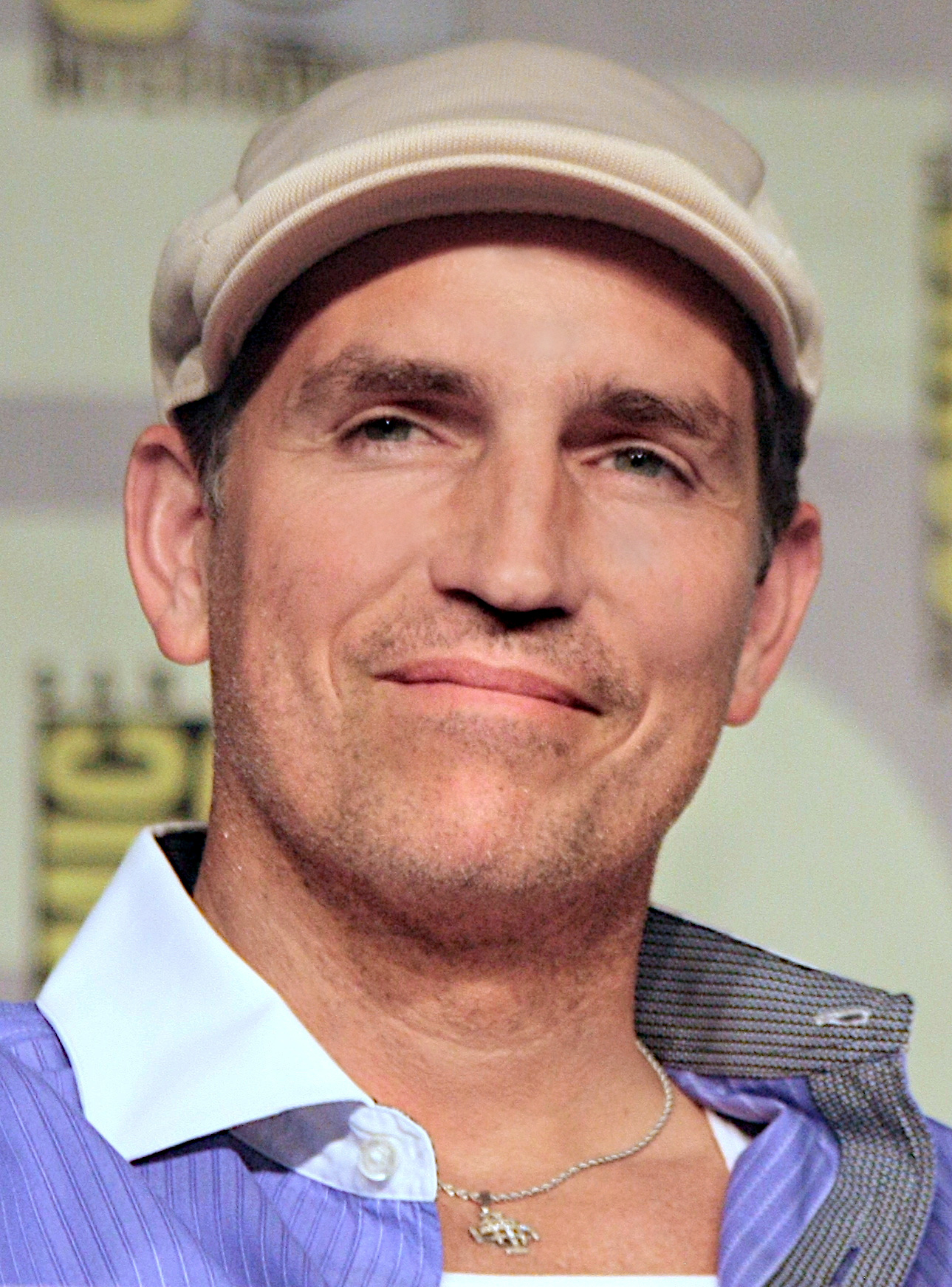
Jim Caviezel interpreta John Reese
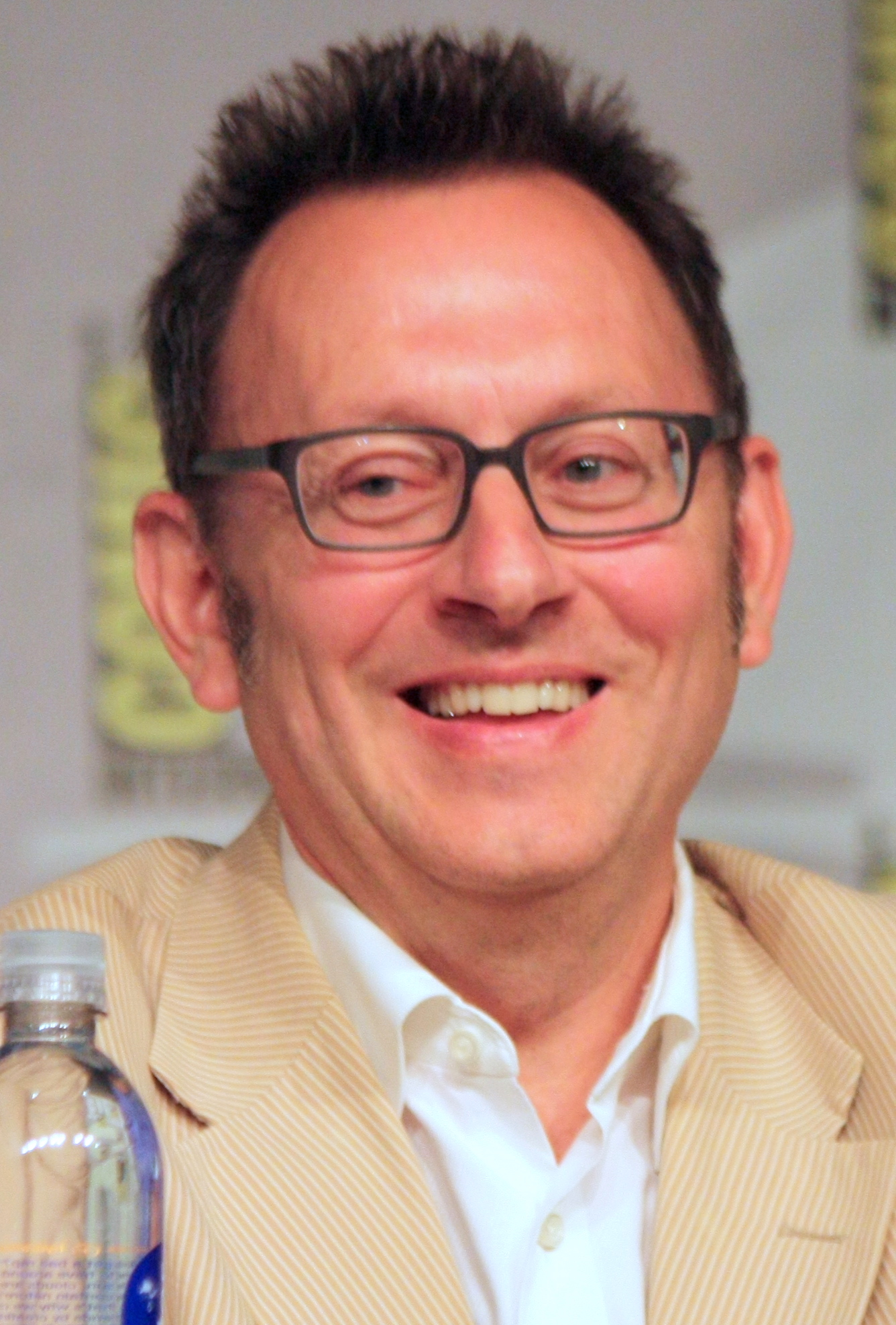
Michael Emerson interpreta Harold Finch
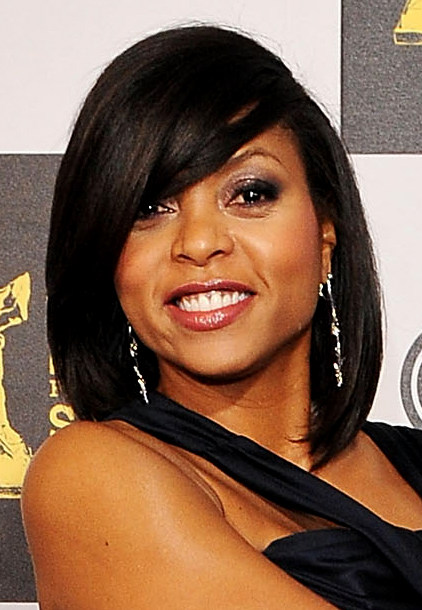
Taraji P. Henson interpreta Joss Carter
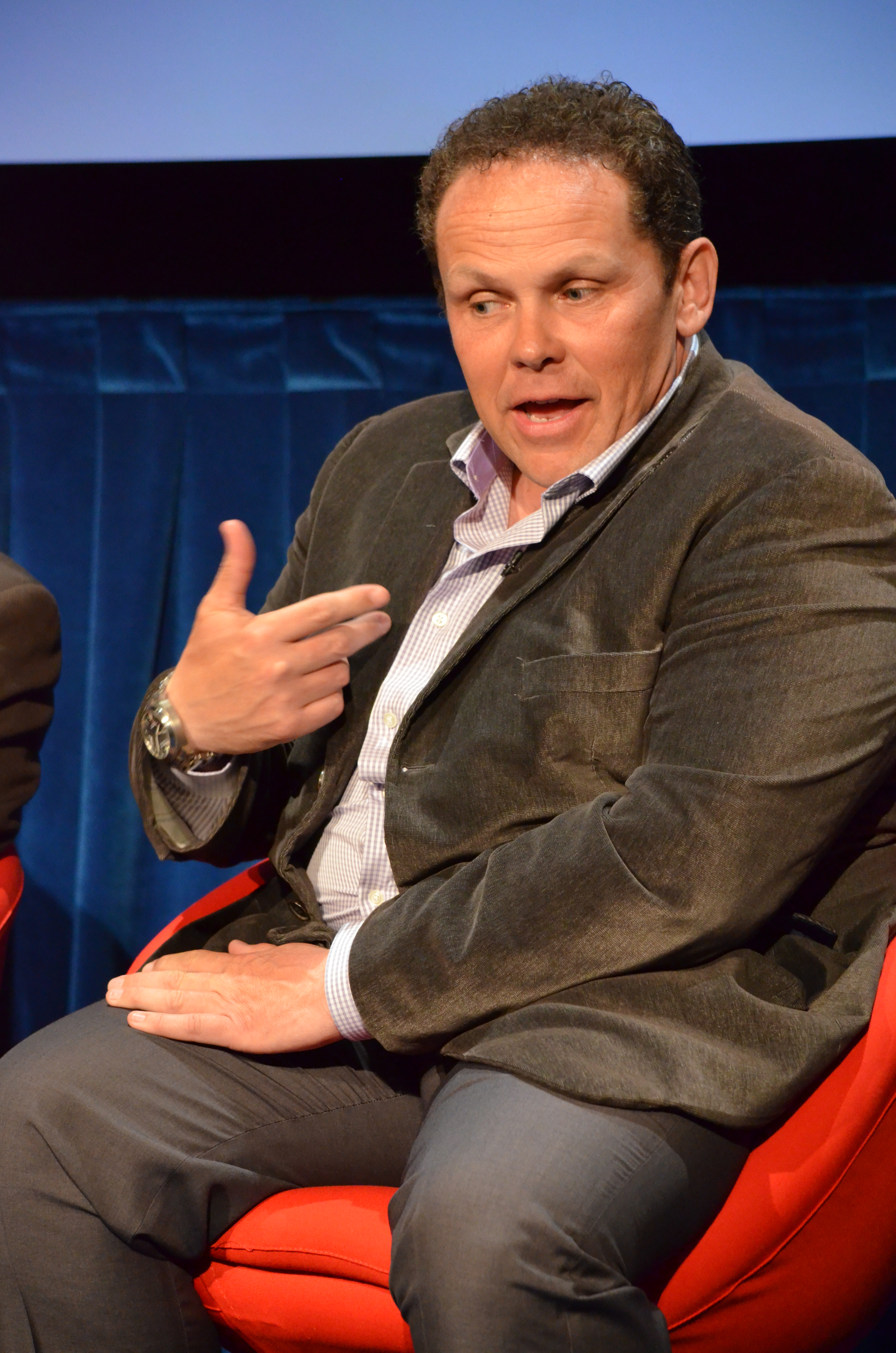
Kevin Chapman interpreta Lionel Fusco
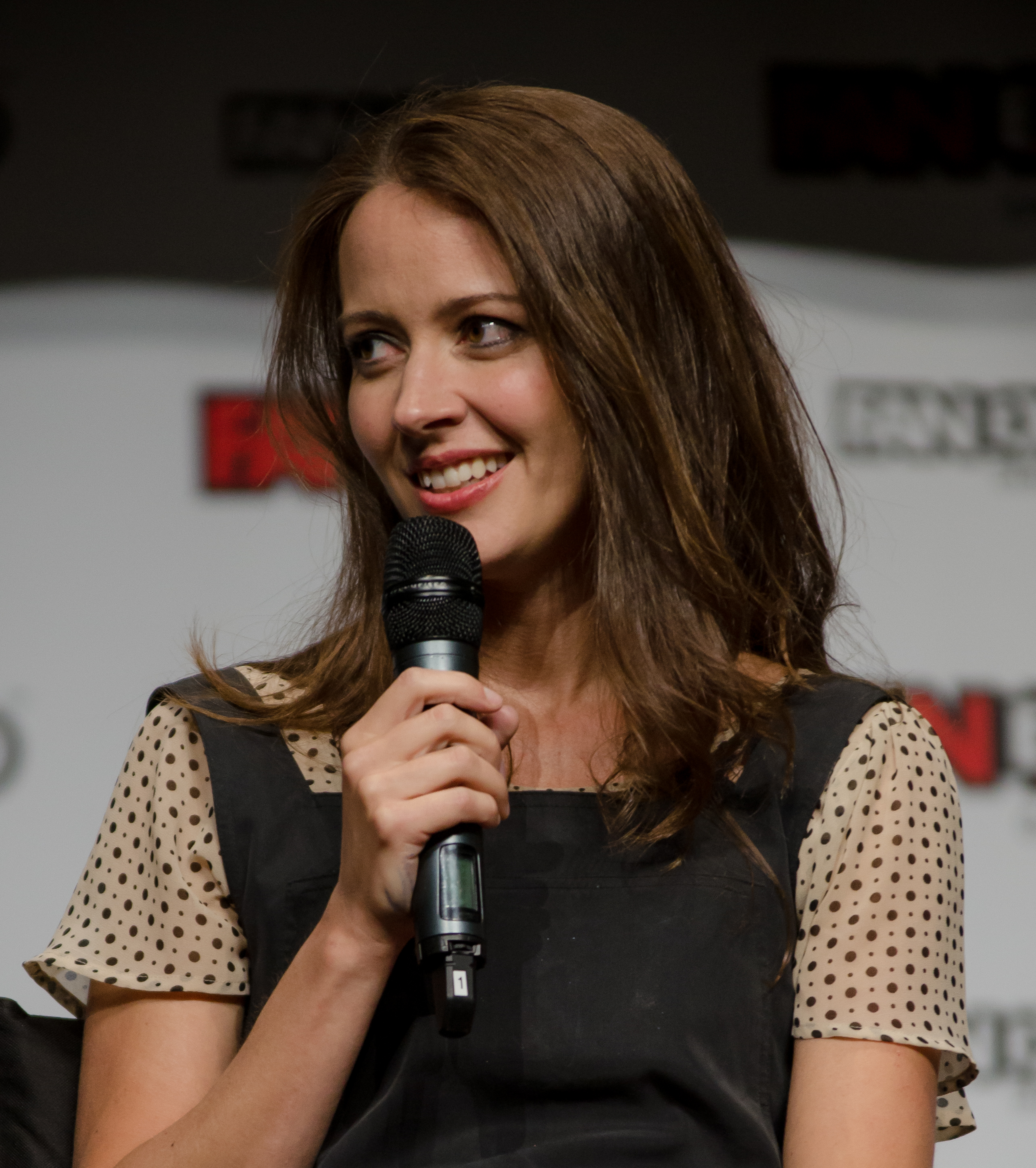
Amy Acker interpreta Root e La Macchina
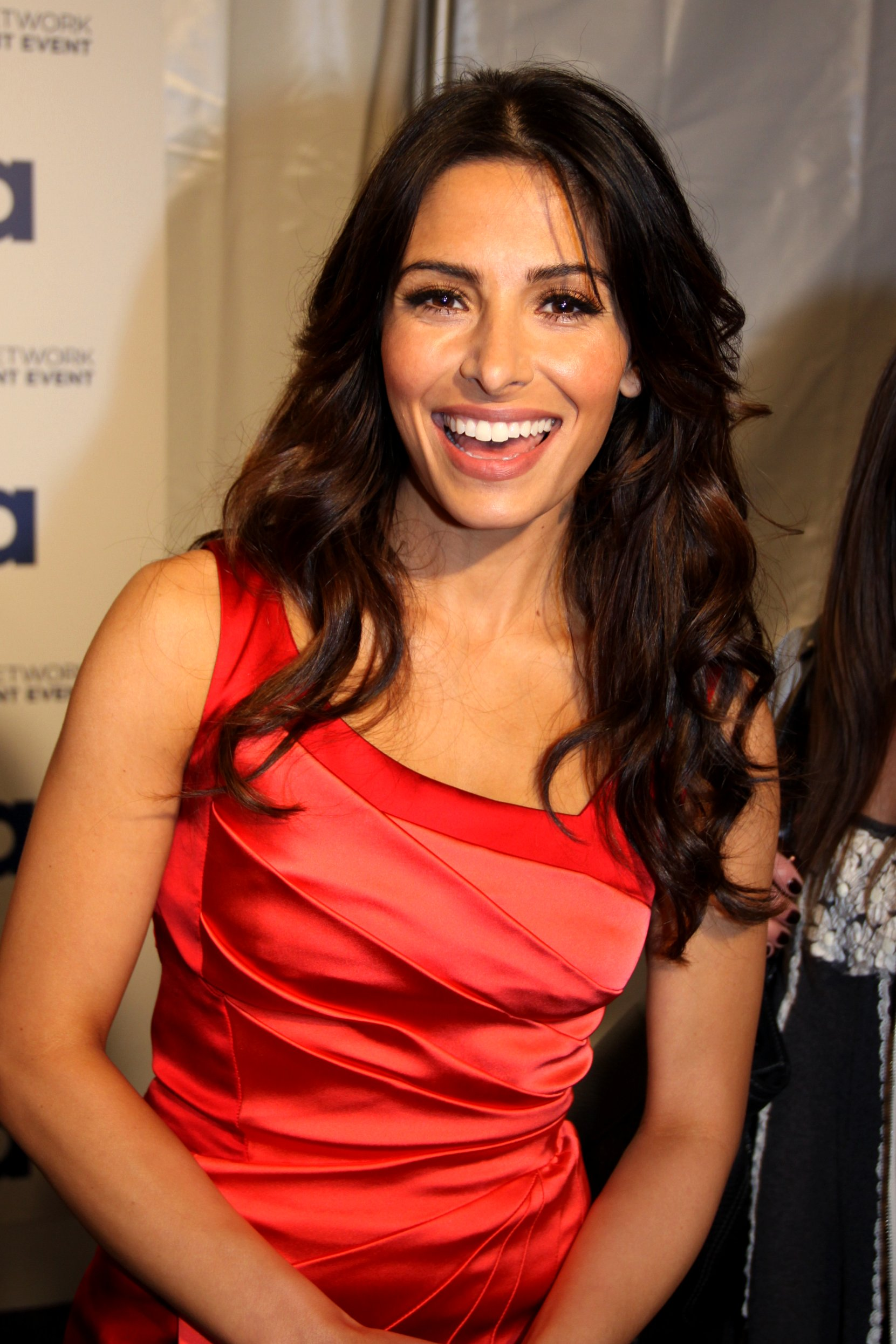
Sarah Shahi interpreta Sameen Shaw

## Produzione
I produttori esecutivi di Person of Interest sono Jonathan Nolan, Greg Plageman, J. J. Abrams e Bryan Burk (per tutti i centotré episodi della serie), Chris Fisher e Denise Thé (per tredici puntate), e David Semel (per un solo episodio). Le case di produzione coinvolte nella realizzazione di Person of Interest sono, inoltre, la Kilter Films di Jonathan Nolan, la Bad Robot Productions di J. J. Abrams e la major Warner Bros. Jonathan Nolan e Greg Plageman, i quali svolgono anche il ruolo di showrunner (responsabili principali dello sviluppo dell'opera), sono famosi rispettivamente per essere fratello e collaboratore del regista cinematografico Christopher Nolan, e per essere stato uno dei produttori di Cold Case. J. J. Abrams, invece, è il celebre ideatore di Alias, Lost e Fringe, Bryan Burk è socio di lunga data di Abrams, Chris Fisher è stato il regista di S. Darko (seguito del cult movie Donnie Darko), Denise Thé è stata autrice di Terminator: The Sarah Connor Chronicles, e David Semel ha sviluppato numerosi telefilm, tra cui Dr. House - Medical Division.
Infine, i produttori di supporto di Person of Interest sono Kathy Lingg e Athena Wickham (centotré puntate), Joshua Levey (centodue), Noreen O'Toole (cento), Stephen Semel (novanta), Amanda Segel, David Slack e la già citata Denise Thé (ottantanove), Melissa Scrivner Love (settantatré), Margot Lulick (cinquantasei), Erik Mountain e Chris Risner (cinquantotto), Gail Barringer (quarantasette), il già menzionato Chris Fisher (quarantacinque), Patrick Harbinson e Richard J. Lewis (quarantaquattro), Ashley Gable (ventidue), Amanda Lencioni Barnett (tredici), Zak Schwartz (otto), Amy Berg (sette), e Ben Brafman (una).

### Soggetto

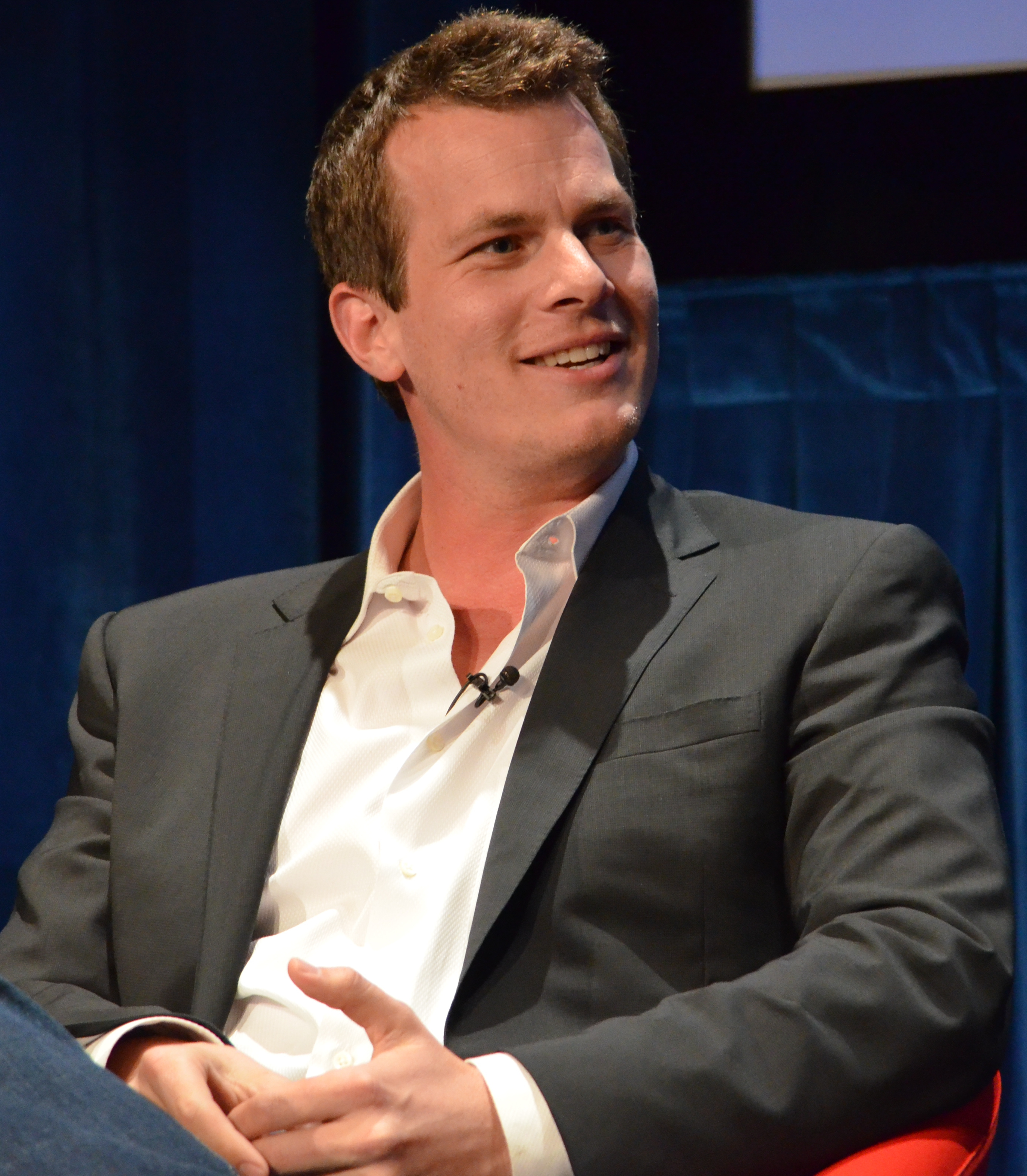
Jonathan Nolan

Jonathan Nolan iniziò a elaborare il tema alla base della storia di Person of Interest (la sorveglianza tecnologica di massa all'insaputa dei cittadini) durante la fase di scrittura del film Il cavaliere oscuro, secondo capitolo della trilogia del fratello Christopher incentrata sul supereroe Batman. Nella pellicola, infatti, si fa cenno a un dispositivo utilizzato dal protagonista per tracciare la posizione degli abitanti di Gotham City attraverso la rete di telecomunicazione cellulare, grazie al quale viene localizzato l'antagonista Joker. Non avendo potuto, però, affrontare questo argomento in maniera più dettagliata all'interno del film, Jonathan Nolan decise allora di svilupparlo successivamente in una serie TV che mantenesse alcune caratteristiche del contesto fumettistico originario. Essendo Person of Interest la sua prima esperienza televisiva, Nolan stabilì, inoltre, di farsi affiancare da uno showrunner più navigato, Greg Plageman, il quale lo aiutò, per prima cosa, a ridurre la sceneggiatura preparata per l'episodio pilota e a distribuirne la maggior parte del contenuto nell'arco della prima stagione, facendo ricorso a vari flashback.
Le principali fonti d'ispirazione tematiche del telefilm sono l'universo narrativo della casa editrice DC Comics, il quale ha influenzato la creazione di diversi personaggi, la serie thriller di culto X-Files, la quale ha in comune con Person of Interest la natura semiprocedurale della trama, il celebre romanzo fantapolitico 1984 di George Orwell, per via dell'ambientazione totalitaria e distopica dell'opera letteraria, e il franchise Terminator, per quanto concerne il tema dello scontro fra umanità e intelligenze artificiali incarnato dalla figura di Skynet (tra l'altro, lo stesso Jonathan Nolan ha partecipato alla realizzazione di Terminator Salvation, quarto film della suddetta saga). Hanno, per giunta, contribuito all'ideazione del soggetto le letture giovanili di Nolan di romanzi della fantascienza classica, in particolare quelli di Isaac Asimov, e sono ravvisabili analogie con i precedenti prodotti televisivi di J. J. Abrams.

### Sceneggiatura e regia

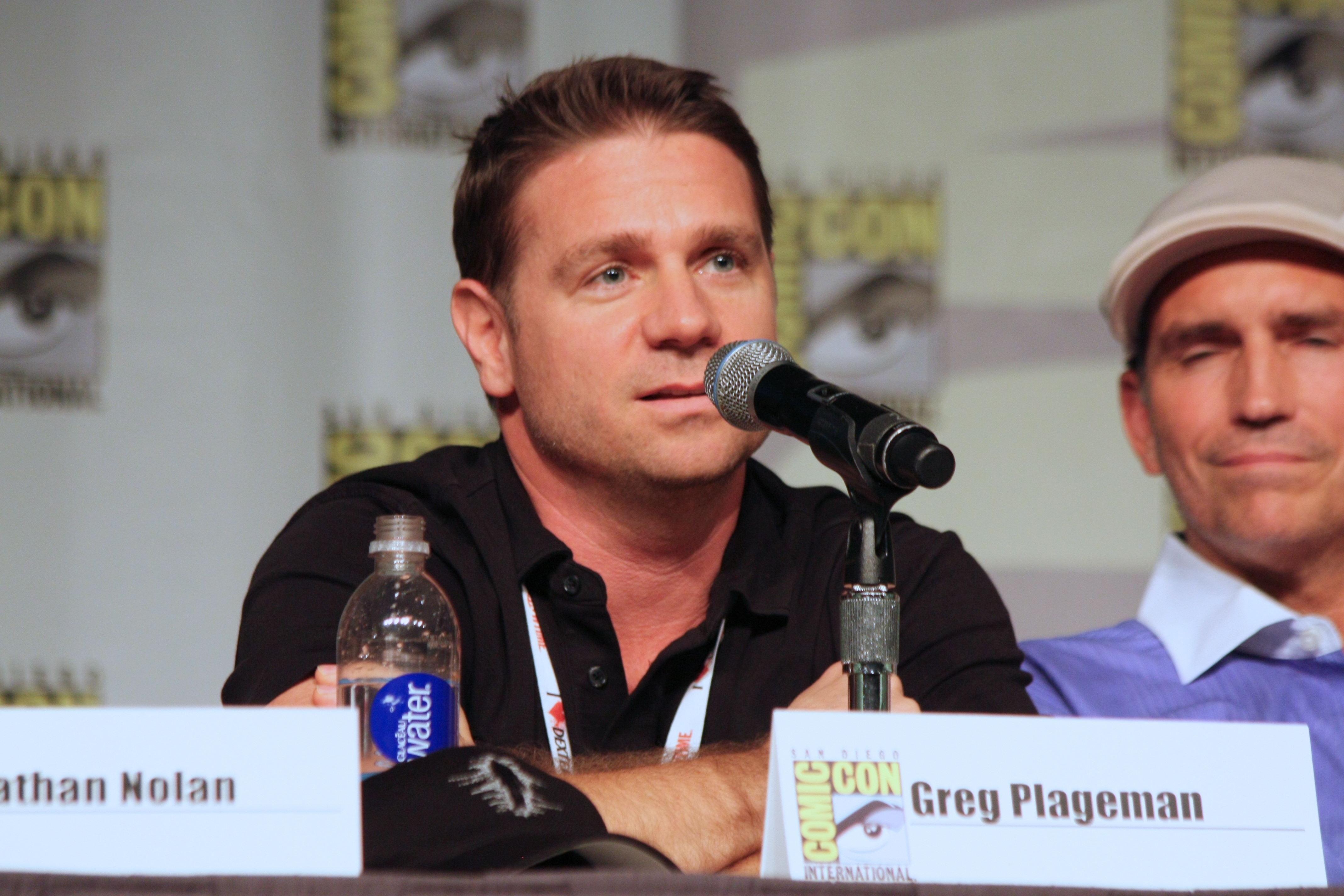
Greg Plageman

Complessivamente, gli autori degli episodi di Person of Interest sono ventidue. Delle centotré puntate che costituiscono la serie, sessantanove sono redatte da un solo sceneggiatore, mentre le restanti trentaquattro sono frutto di una collaborazione fra due di essi. I registi che hanno diretto, tutti singolarmente, almeno un episodio di Person of Interest sono, inoltre, trentanove.
Gli scrittori del telefilm sono, in ordine decrescente di presenze, Erik Mountain, Greg Plageman e Denise Thé (tredici puntate), Amanda Segel (dodici), David Slack (undici), Melissa Scrivner Love (nove), Dan Dietz e Jonathan Nolan (otto), Sean Hennen e Lucas O'Connor (sette), Patrick Harbinson, Michael Sopczynski e Nic Van Zeebroeck (sei), Tony Camerino (cinque), Andy Callahan (quattro), Ashley Gable e Hillary Benefiel (due), e Amy Berg, Josh Brown, Jacey Heldrich, Sabir Pirzada e Zak Schwartz (una). A condurre le riprese degli episodi, invece, sono Chris Fisher (diciassette puntate), Richard J. Lewis (dodici), Frederick E.O. Toye (undici), Jeffrey Hunt e Stephen Surjik (sette), Kenneth Fink e Stephen Williams (quattro), Helen Shaver (tre), Charles Beeson, Kevin Bray, Alrick Riley, Stephen Semel, Jeff T. Thomas, Sylvain White e Kate Woods (due), e Félix Enríquez Alcalá, Brad Anderson, Tricia Brock, Colin Bucksey, Jon Cassar, Milan Cheylov, John Dahl, Steven DePaul, Jeffrey Lee Gibson, Kevin Hooks, Clark Johnson, Margot Lulick, Omar Madha, Tim Matheson, Jonathan Nolan, Michael Offer, Greg Plageman, David Semel, Dennis Smith, Larry Teng, David Von Ancken, Maja Vrvilo, James Whitmore Jr. e Alex Zakrzewski (una).

### Casting
I responsabili primari del casting di Person of Interest sono Mark Saks (accreditato per sessantasette episodi), Jessica Kelly e Suzanne Smith Crowley (insieme per trentacinque puntate), e April Webster (con un episodio di presenza). La selezione degli interpreti dei protagonisti, tuttavia, è avvenuta a opera di Jonathan Nolan e Greg Plageman.
La partecipazione alla serie dei sei attori principali si è sviluppata in modalità differenti. Jim Caviezel decise di assumere il ruolo di John Reese (dopo il rifiuto di Josh Holloway per motivi familiari) in quanto desideroso di emulare Jack Bauer, il protagonista di 24 interpretato da Kiefer Sutherland. Michael Emerson, invece, accettò la parte di Harold Finch per potersi liberare dall'ingombrante eredità di Benjamin Linus, il personaggio da lui interpretato in Lost, grazie al quale vinse un Premio Emmy nel 2009. Taraji P. Henson e Kevin Chapman furono, poi, scelti per interpretare rispettivamente Joss Carter e Lionel Fusco in virtù delle loro precedenti esperienze sia cinematografiche che televisive. Amy Acker, inoltre, fu suggerita a Nolan per il ruolo di Root dalla moglie Lisa Joy, grande estimatrice dell'attrice dai tempi di Angel. Inizialmente Root doveva comparire soltanto per poche puntate, ma l'interpretazione della Acker affascinò gli showrunner al punto da spingerli a rendere il personaggio uno dei più importanti di Person of Interest. Infine, Sarah Shahi e la sua Sameen Shaw furono introdotti nel telefilm per avere una figura "alla Catwoman" nella squadra di salvataggio degli "irrilevanti".

### Fotografia ed effetti visivi

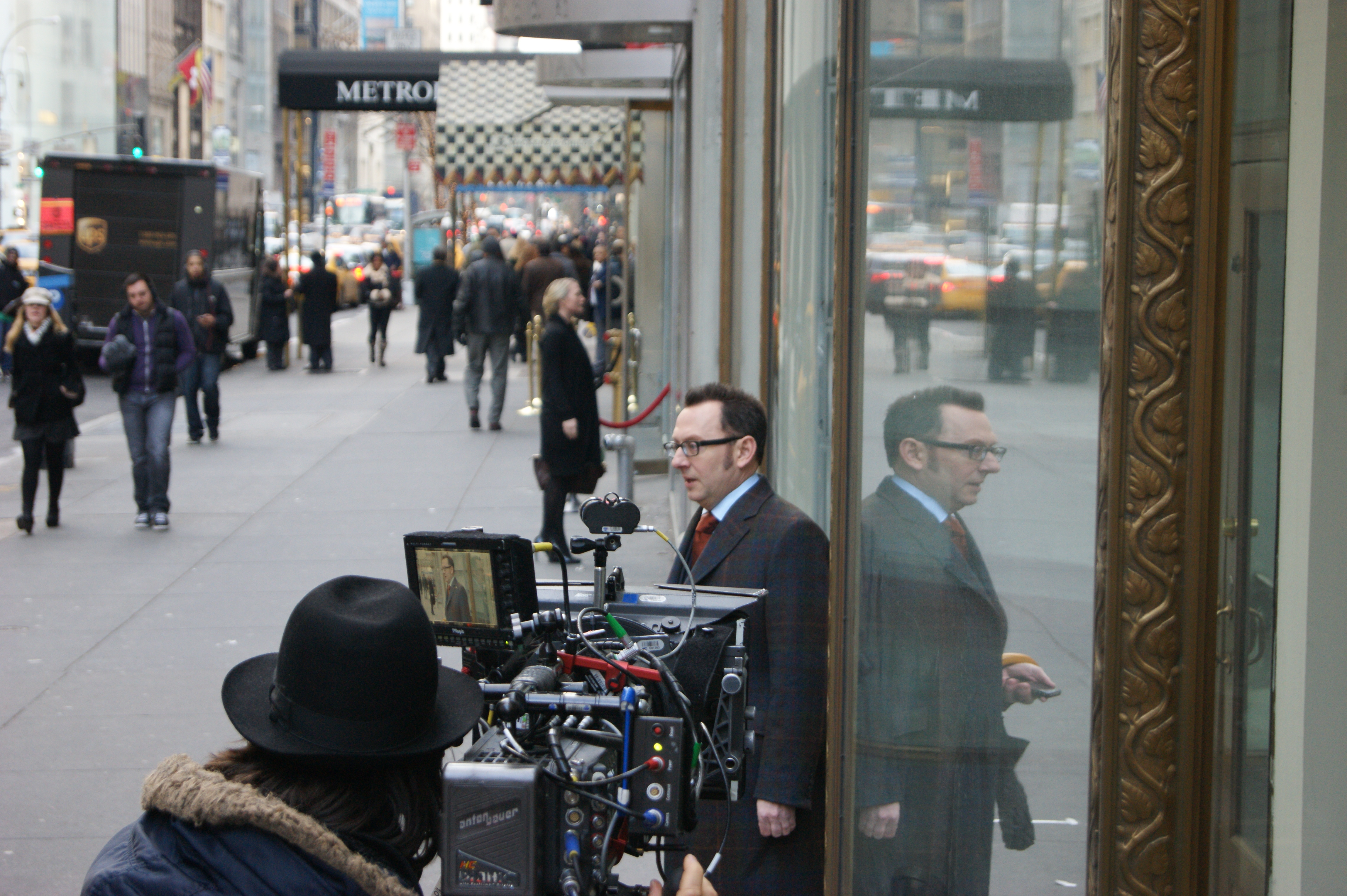
Michael Emerson durante le riprese esterne della serie, New York, 2012.

Uno dei punti di forza di Person of Interest è la fotografia, ritenuta innovativa dalla critica per i suoi toni cupi e distopici, nonché per l'alternanza di colori caldi e freddi, la quale viene sfruttata sia per indicare le transizioni dal tempo presente ai flashback e viceversa, sia per enfatizzare la tensione emotiva delle scene. Sono, poi, da annoverare fra i dettagli caratteristici della serie anche gli effetti visivi, in particolar modo le interfacce grafiche della Macchina e di Samaritan e le inquadrature delle telecamere di sorveglianza, realizzate digitalmente nella fase di post-produzione.
Gli otto direttori della fotografia che si alternano, di volta in volta, nella creazione di Person of Interest sono David Insley (con trentasette episodi all'attivo), Teodoro Maniaci (ventidue), Manuel Billeter (venti), Stephen McNutt (undici), Gonzalo Amat (sette), Tom Houghton (tre), Petr Hlinomaz (due), e Richard Rutkowski (uno). Invece, i tre responsabili della supervisione degli effetti visivi nel telefilm, i quali lavorano a coppie, sono Jay Worth (centotré puntate), Chris Wright (ottanta), e Christopher Scollard (ventitré).

### Musiche
La traccia audio che accompagna la sigla di apertura di Person of Interest è stata scritta da J. J. Abrams. La colonna sonora originale dell'opera, di matrice classica contemporanea, è realizzata invece dal compositore Ramin Djawadi (famoso anche per essere l'autore delle musiche di altre serie televisive di successo come Il Trono di Spade e Prison Break), con la collaborazione di Brandon Campbell. La principale peculiarità del lavoro di Djawadi in Person of Interest è la creazione di temi musicali specifici per molti personaggi e organizzazioni presenti nella storia. Nel corso degli episodi, inoltre, questi soggetti compositivi vengono riarrangiati e intrecciati fra loro a seconda delle interazioni degli stessi personaggi, nonché in base al tenore delle scene. Di seguito è riportata la lista dei pezzi più importanti del telefilm pubblicati da Djawadi, i quali sono stati distribuiti in tre distinti album dall'etichetta discografica Varèse Sarabande:
Person of Interest (Original Television Soundtrack)
Album pubblicato il 13 novembre 2012
1. Person of Interest – 0:53
2. Watching with Ten Thousand Eyes – 3:10
3. Angel of Death – 2:15
4. Man in a Suit – 1:58
5. Do People Change? – 2:23
6. Have a Nice Day – 0:45
7. Elias – 2:37
8. Second Chance – 2:52
9. Knock Knock – 1:38
10. Root of All Evil – 3:26
11. Mr. Reese – 2:46
12. Detective Carter – 1:39
13. Save Everybody – 2:21
14. Do You Have Your Vest On Officer? – 1:17
15. Apologies – 1:57
16. Concerned 3rd Party – 3:02
17. Irrelevant List – 1:38
18. Behind Enemy Lines – 1:58
19. Aid of an Old Friend – 1:24
20. A Bored Rich Guy – 2:22
21. Listening with a Million Ears – 3:20

Person of Interest: Season 2 (Original Television Soundtrack)
Album pubblicato il 28 gennaio 2014
1. Crash of Death – 3:11
2. Contingency Plan – 1:43
3. The Man Who Sold the World – 3:12
4. New Number – 1:38
5. Mi familia – 3:11
6. Lionel – 3:00
7. 3.1415... – 1:16
8. Until We Meet Again – 1:15
9. Shaw – 2:56
10. Threat to National Security – 2:22
11. Prisoner's Dilemma – 1:48
12. Niet nog een keer Leon – 1:39
13. High Roller – 2:38
14. Sorry I Tried to Kill You – 1:58
15. Virus Within a Virus – 2:20
16. I Always Told Cal to Be Careful – 1:42
17. Descent into Deviant Behavior – 2:10
18. But What About You? – 2:23
19. All In – 4:23
20. Luck of the Irish – 1:10
21. HR – 1:32
22. Day 3191 – 3:07
23. God Mode – 7:40

Person of Interest: Season 3 & 4 (Original Television Soundtrack)
Album pubblicato il 12 febbraio 2016
1. Analogue Interface – 2:28
2. Pursuit of Liberty – 3:31
3. End Game – 2:41
4. Game Over – 4:50
5. Control – 1:44
6. The Bridge – 4:02
7. Finch Takes Flight – 2:08
8. Samaritan – 4:26
9. International Man of Mystery – 1:51
10. Nothing to Hide – 2:03
11. The Devils Share – 3:26
12. Martine – 2:30
13. Deus ex Machina – 3:08
14. The Brotherhood – 1:38
15. Jury Summons – 3:44
16. If Then Else – 3:04
17. 'Til Death Do Us Part – 2:17
18. The Gangs of New York – 2:07
19. Can You Hear Me – 2:47
20. Reese on Ice – 6:38
21. Veni vidi vici – 3:01
22. Iris – 1:33
23. YHWH – 3:28
24. Core Code – 5:01

Infine, oltre alla banda sonora di Djawadi, in numerose puntate di Person of Interest sono inclusi come musiche di scena vari brani appartenenti alla tradizione mainstream, i quali di volta in volta possono fungere da sottofondi acustici o da elementi che integrano ed enfatizzano i passaggi chiave della narrazione. I generi di riferimento di queste canzoni sono disparati: essi spaziano, infatti, dal rock progressivo alla musica da ballo elettronica, e dal jazz al rock alternativo, per citarne alcuni. Di seguito sono elencati tutti i brani non originali presenti nella serie e i relativi episodi d'apparizione:
Stagione 1
- La macchina della conoscenza
Angel – Massive Attack
- Una voce dal passato
The Truth – Handsome Boy Modeling School
- Il reduce
Reaching for Salvation – Sugaray
Live with Me – Massive Attack
- Cura te ipsum
Exceeder – Mason
- Il giudizio
Intro – The xx
- Corruzione
New York – Cat Power
- Il testimone
Sinnerman – Nina Simone
- Oltre il muro
I Know You Are but What Am I? – Mogwai
- Gli occhi su Carter
It's Personal – The Radio Dept.
- Quattro numeri
When Things Explode – Unkle
- Il lupo e l'agnello
Rising Down – The Roots
- Il codice blu
If I Had a Heart – Fever Ray
- Rischio
Down Boy – Yeah Yeah Yeahs
- Crisi d'identità
Black & Bleach – Further Down
Amongster – Poliça
- I capifamiglia
Burn My Shadow – Unkle
Ne me quitte pas – Nina Simone
- La legge del più forte
Lonely Soul – Unkle
- Il rischio dei ricordi
Revenge – Danger Mouse and Sparklehorse
- Niente buone azioni
I'm Afraid of Americans – David Bowie

Stagione 2
- La figlia del console
Moon Drop – Sherry St. Germain
Titanium – David Guetta
Say My Name – Porter Robinson
She's Long Gone – The Black Keys
- Il killer
The Greatest – Cat Power
- Prima pagina
Building Steam with a Grain of Salt – DJ Shadow
- Un uomo normale
Boom Boom – John Lee Hooker
It Serves You Right to Suffer – John Lee Hooker
- Fino alla morte
One of These Mornings – Moby
- Taxi Driver
For You – Trillogy
- Fine del gioco
Gimme Shelter – The Rolling Stones
- Il giorno fatale
The Hop – Radio Citizen
- Il dilemma del prigioniero
Eminence Front – The Who
- Uno percento
Ante Up (Robin Hoodz Theory) – M.O.P.
- Morte apparente
Future Starts Slow – The Kills

Stagione 3
- Libera uscita
She's Long Gone – The Black Keys
Feeling Good – Nina Simone
- Niente da nascondere
Falling in Love – Ben Rector
Birthright (Birthwrong Remix by Blue Stahli) – Celldweller
Pieces of Me – Dying Regret
- Lady Killer
Give Me Everything – Pitbull
I Know U Know – Tatiana Owens
- Mors praematura
The Number Song – DJ Shadow
- La paga del diavolo
Hurt – Johnny Cash
Miami Showdown – Digitalism
Colour in Your Hands – D.L.i.d
- Lethe, l'oblio
Whiskey – Sam Morrison Band
Moving in Stereo – The Cars
The Sky Is Crying – Elmore James
- Antiche provenienze
Take California – Propellerheads
Battleflag – Lo Fidelity Allstars
- RAM
I Might Be Wrong – Radiohead
- Ad un passo dal baratro
Low – Cracker
Fade into You – Mazzy Star
- Beneficio mortale
Para La Habana – Johannes Linstead
Medicine – Daughter
- Deus ex Machina
Exit Music (For a Film) – Radiohead

Stagione 4
- Un numero nuovo
I'd Love to Change the World – Jetta
- Nautilus
Roads – Portishead
- L'esperto di donne
Whatta Man – Salt-n-Pepa
Too Marvelous for Words – Frank Sinatra
- La Fratellanza
Gun – Emilíana Torrini
- I voti spariti
Young Men Dead – The Black Angels
- L'onore dei criminali
Infinity – The xx
- Punto di origine
Still Alive – Will Hanson
- L'opzione giusta
Fortune Days – The Glitch Mob
- Control-Alt-Delete
The Violent Bear It Away – Moby
- Colpevole
U Can't Touch This – MC Hammer
- Il dispensario
Blame – Calvin Harris
- Terra incognita
Happy New Year – Nat King Cole
- L'ultima sfida
Welcome to the Machine – Pink Floyd

Stagione 5
- Morte apparente
No Wow – The Kills
- Simulazione 6 741
Do I Move You? – Nina Simone
- Doping
We're Not Gonna Take It – Twisted Sister
(versione cantata da Michael Emerson nei panni di Harold Finch)
Love Is the Thing – Nat King Cole
- Sotto Voce
Fake Empire – The National
- Il giorno in cui il mondo sparì
New Dawn Fades – Moby
The Day the World Went Away – Nine Inch Nails
- Fine programma
Bunsen Burner – CUTS
Metamorphosis One – Philip Glass

## Diegesi
Gli episodi di Person of Interest hanno una struttura peculiare, la quale viene sviluppata attraverso diversi elementi narrativi. Di seguito è esposta un'analisi relativa a tali componenti diegetiche:

### Introduzioni
Le puntate di Person of Interest vengono usualmente aperte da una sigla, nella quale Harold Finch spiega con un monologo il soggetto della serie (da solo nelle prime quattro stagioni, e assieme John Greer nella quinta), e vengono contemporaneamente mostrate immagini dei protagonisti mediante le interfacce grafiche della Macchina (nelle prime tre annate), di Samaritan (nella quarta), e di entrambe le IA (nella quinta).
Di stagione in stagione, le rappresentazioni del prologo subiscono varie modifiche, pur rimanendo concettualmente simili. Tuttavia, in alcuni episodi, si possono riscontrare difformità rilevanti. A volte, infatti, i titoli di testa sono ridotti rispetto alla norma, e alterati nella dinamica in relazione alla trama. In altre puntate, invece, la sigla viene eliminata e sostituita da un "cold open" (un'apertura "a freddo" della narrazione), e la presentazione del titolo dell'opera viene posposta. Nell'episodio Il chip, inoltre, Finch interpreta il monologo assieme a Root, e in Control-Alt-Delete è Controllo a parlare al posto di Harold. Infine, nella puntata RAM, e ancora in Control-Alt-Delete, sono riproposti in forma abbreviata i monologhi di annate precedenti al posto di quelli delle stagioni di riferimento.
| Tipologia delle introduzioni degli episodi | Tipologia delle introduzioni degli episodi | Tipologia delle introduzioni degli episodi | Tipologia delle introduzioni degli episodi | Tipologia delle introduzioni degli episodi | Tipologia delle introduzioni degli episodi | Tipologia delle introduzioni degli episodi | Tipologia delle introduzioni degli episodi | Tipologia delle introduzioni degli episodi | Tipologia delle introduzioni degli episodi | Tipologia delle introduzioni degli episodi | Tipologia delle introduzioni degli episodi | Tipologia delle introduzioni degli episodi | Tipologia delle introduzioni degli episodi | Tipologia delle introduzioni degli episodi | Tipologia delle introduzioni degli episodi | Tipologia delle introduzioni degli episodi | Tipologia delle introduzioni degli episodi | Tipologia delle introduzioni degli episodi | Tipologia delle introduzioni degli episodi | Tipologia delle introduzioni degli episodi | Tipologia delle introduzioni degli episodi | Tipologia delle introduzioni degli episodi | Tipologia delle introduzioni degli episodi |
| ------------------------------------------ | ------------------------------------------ | ------------------------------------------ | ------------------------------------------ | ------------------------------------------ | ------------------------------------------ | ------------------------------------------ | ------------------------------------------ | ------------------------------------------ | ------------------------------------------ | ------------------------------------------ | ------------------------------------------ | ------------------------------------------ | ------------------------------------------ | ------------------------------------------ | ------------------------------------------ | ------------------------------------------ | ------------------------------------------ | ------------------------------------------ | ------------------------------------------ | ------------------------------------------ | ------------------------------------------ | ------------------------------------------ | ------------------------------------------ |
| Numero Episodio:                           | 01                                         | 02                                         | 03                                         | 04                                         | 05                                         | 06                                         | 07                                         | 08                                         | 09                                         | 10                                         | 11                                         | 12                                         | 13                                         | 14                                         | 15                                         | 16                                         | 17                                         | 18                                         | 19                                         | 20                                         | 21                                         | 22                                         | 23                                         |
| Stagione 1                                 |                                            |                                            |                                            |                                            |                                            |                                            |                                            |                                            |                                            |                                            |                                            |                                            |                                            |                                            |                                            |                                            |                                            |                                            |                                            |                                            |                                            |                                            |                                            |
| Stagione 2                                 |                                            |                                            |                                            |                                            |                                            |                                            |                                            |                                            |                                            |                                            |                                            |                                            |                                            |                                            |                                            |                                            |                                            |                                            |                                            |                                            |                                            |                                            |                                            |
| Stagione 3                                 |                                            |                                            |                                            |                                            |                                            |                                            |                                            |                                            |                                            |                                            |                                            |                                            |                                            |                                            |                                            |                                            |                                            |                                            |                                            |                                            |                                            |                                            |                                            |
| Stagione 4                                 |                                            |                                            |                                            |                                            |                                            |                                            |                                            |                                            |                                            |                                            |                                            |                                            |                                            |                                            |                                            |                                            |                                            |                                            |                                            |                                            |                                            |                                            |                                            |
| Stagione 5                                 |                                            |                                            |                                            |                                            |                                            |                                            |                                            |                                            |                                            |                                            |                                            |                                            |                                            |                                            |                                            |                                            |                                            |                                            |                                            |                                            |                                            |                                            |                                            |

| Introduzione "classica" |
| Introduzione "anomala"  |
| Introduzione assente    |

### "Persone d'interesse"
Nella maggior parte delle puntate, le parti finali delle sigle di apertura presentano in anticipo quella che sarà, o quelle che saranno, la persona o le persone "d'interesse" principali dei rispettivi episodi, senza però precisare se si riveleranno vittime o carnefici o entrambe le cose. Anche nelle puntate prive di indicazioni esplicite al riguardo, comunque, si possono identificare questi personaggi di riferimento nel corso della narrazione.
Durante le prime due annate, le "persone d'interesse" primarie fanno parte soltanto della categoria dei "numeri irrilevanti" della Macchina (individui coinvolti in crimini violenti comuni), mentre fra quelle minori compaiono occasionalmente dei "rilevanti" (figure implicate in piani di stragi o attacchi terroristici). A partire dalla terza, invece, le puntate sono incentrate anche sui "numeri rilevanti" e sui "necessari" (questi ultimi sono individui la cui sopravvivenza o meno è fondamentale per la salvaguardia della Macchina stessa). Nel corso della serie, solo negli episodi Control-Alt-Delete, Morte apparente [stagione 5] e Simulazione 6 741 le "persone d'interesse" non sono "numeri", bensì "minacce al sistema", "combattenti nemici", "obiettivi primari" o "risorse potenziali" di Samaritan.
| Quantità e tipologia delle "persone d'interesse" principali | Quantità e tipologia delle "persone d'interesse" principali | Quantità e tipologia delle "persone d'interesse" principali | Quantità e tipologia delle "persone d'interesse" principali | Quantità e tipologia delle "persone d'interesse" principali | Quantità e tipologia delle "persone d'interesse" principali | Quantità e tipologia delle "persone d'interesse" principali | Quantità e tipologia delle "persone d'interesse" principali | Quantità e tipologia delle "persone d'interesse" principali | Quantità e tipologia delle "persone d'interesse" principali | Quantità e tipologia delle "persone d'interesse" principali | Quantità e tipologia delle "persone d'interesse" principali | Quantità e tipologia delle "persone d'interesse" principali | Quantità e tipologia delle "persone d'interesse" principali | Quantità e tipologia delle "persone d'interesse" principali | Quantità e tipologia delle "persone d'interesse" principali | Quantità e tipologia delle "persone d'interesse" principali | Quantità e tipologia delle "persone d'interesse" principali | Quantità e tipologia delle "persone d'interesse" principali | Quantità e tipologia delle "persone d'interesse" principali | Quantità e tipologia delle "persone d'interesse" principali | Quantità e tipologia delle "persone d'interesse" principali | Quantità e tipologia delle "persone d'interesse" principali | Quantità e tipologia delle "persone d'interesse" principali |
| ----------------------------------------------------------- | ----------------------------------------------------------- | ----------------------------------------------------------- | ----------------------------------------------------------- | ----------------------------------------------------------- | ----------------------------------------------------------- | ----------------------------------------------------------- | ----------------------------------------------------------- | ----------------------------------------------------------- | ----------------------------------------------------------- | ----------------------------------------------------------- | ----------------------------------------------------------- | ----------------------------------------------------------- | ----------------------------------------------------------- | ----------------------------------------------------------- | ----------------------------------------------------------- | ----------------------------------------------------------- | ----------------------------------------------------------- | ----------------------------------------------------------- | ----------------------------------------------------------- | ----------------------------------------------------------- | ----------------------------------------------------------- | ----------------------------------------------------------- | ----------------------------------------------------------- |
| Numero Episodio:                                            | 01                                                          | 02                                                          | 03                                                          | 04                                                          | 05                                                          | 06                                                          | 07                                                          | 08                                                          | 09                                                          | 10                                                          | 11                                                          | 12                                                          | 13                                                          | 14                                                          | 15                                                          | 16                                                          | 17                                                          | 18                                                          | 19                                                          | 20                                                          | 21                                                          | 22                                                          | 23                                                          |
| Stagione 1                                                  | 1                                                           | 1                                                           | 1                                                           | 1                                                           | 1                                                           | 1                                                           | 1                                                           | 1                                                           | 1                                                           | 2                                                           | 1                                                           | 1                                                           | 1                                                           | 1                                                           | 1                                                           | 1                                                           | 1                                                           | 1                                                           | 5                                                           | 1                                                           | 1                                                           | 1                                                           | 1                                                           |
| Stagione 2                                                  | 1                                                           | 1                                                           | 1                                                           | 1                                                           | 1                                                           | 1                                                           | 1                                                           | 2                                                           | 1                                                           | 1                                                           | 1                                                           | 1                                                           | 1                                                           | 1                                                           | 1                                                           | 1                                                           | 1                                                           | 1                                                           | 1                                                           | 1                                                           | 1                                                           | 1                                                           |                                                             |
| Stagione 3                                                  | 1                                                           | 1                                                           | 1                                                           | 1                                                           | 1                                                           | 1                                                           | 1                                                           | 1                                                           | 1                                                           | 1                                                           | 1                                                           | 1                                                           | 1                                                           | 1                                                           | 1                                                           | 1                                                           | 1                                                           | 1                                                           | 1                                                           | 1                                                           | 1                                                           | 5                                                           | 1                                                           |
| Stagione 4                                                  | 1                                                           | 1                                                           | 1                                                           | 2                                                           | 1                                                           | 1                                                           | 1                                                           | 1                                                           | 1                                                           | 1                                                           | 4                                                           | 1                                                           | 1                                                           | 1                                                           | 1                                                           | 1                                                           | 1                                                           | 1                                                           | 1                                                           | 1                                                           | 2                                                           | 1                                                           |                                                             |
| Stagione 5                                                  | 4                                                           | 3                                                           | 1                                                           | 1                                                           | 1                                                           | 1                                                           | 1                                                           | 1                                                           | 1                                                           | 1                                                           | 1                                                           | 1                                                           | 1                                                           |                                                             |                                                             |                                                             |                                                             |                                                             |                                                             |                                                             |                                                             |                                                             |                                                             |

| "Numeri rilevanti"   |
| "Numeri irrilevanti" |
| "Numeri necessari"   |
| Non "numeri"         |

- 1, 2, 3, 4, 5: Quantità delle "persone d'interesse" principali per ciascun episodio

### Punti di vista
Le due intelligenze artificiali della serie, La Macchina e Samaritan, hanno un ruolo chiave all'interno della trama sia in quanto personaggi, sia in quanto punti di vista narrativi. Gli eventi delle puntate, infatti, vengono esposti agli spettatori attraverso ciò che La Macchina e Samaritan vedono, sentono, pensano e ricordano. Più precisamente le due IA, tramite le rispettive interfacce grafiche, indicano il contesto spaziotemporale nel quale si collocano le vicende, riportano informazioni di vario tipo relative a personaggi e organizzazioni, e calcolano la probabilità che si verifichino determinati accadimenti nel futuro.
Nelle prime due annate, la narrazione di ciascun episodio è presentata esclusivamente attraverso l'ottica della Macchina. Dalla terza in poi, con l'avvento di Samaritan, la storia viene illustrata o dal punto di vista della Macchina, o da quello di Samaritan, o anche da entrambi nella stessa puntata.
| Punti di vista con cui vengono narrati gli episodi | Punti di vista con cui vengono narrati gli episodi | Punti di vista con cui vengono narrati gli episodi | Punti di vista con cui vengono narrati gli episodi | Punti di vista con cui vengono narrati gli episodi | Punti di vista con cui vengono narrati gli episodi | Punti di vista con cui vengono narrati gli episodi | Punti di vista con cui vengono narrati gli episodi | Punti di vista con cui vengono narrati gli episodi | Punti di vista con cui vengono narrati gli episodi | Punti di vista con cui vengono narrati gli episodi | Punti di vista con cui vengono narrati gli episodi | Punti di vista con cui vengono narrati gli episodi | Punti di vista con cui vengono narrati gli episodi | Punti di vista con cui vengono narrati gli episodi | Punti di vista con cui vengono narrati gli episodi | Punti di vista con cui vengono narrati gli episodi | Punti di vista con cui vengono narrati gli episodi | Punti di vista con cui vengono narrati gli episodi | Punti di vista con cui vengono narrati gli episodi | Punti di vista con cui vengono narrati gli episodi | Punti di vista con cui vengono narrati gli episodi | Punti di vista con cui vengono narrati gli episodi | Punti di vista con cui vengono narrati gli episodi |
| -------------------------------------------------- | -------------------------------------------------- | -------------------------------------------------- | -------------------------------------------------- | -------------------------------------------------- | -------------------------------------------------- | -------------------------------------------------- | -------------------------------------------------- | -------------------------------------------------- | -------------------------------------------------- | -------------------------------------------------- | -------------------------------------------------- | -------------------------------------------------- | -------------------------------------------------- | -------------------------------------------------- | -------------------------------------------------- | -------------------------------------------------- | -------------------------------------------------- | -------------------------------------------------- | -------------------------------------------------- | -------------------------------------------------- | -------------------------------------------------- | -------------------------------------------------- | -------------------------------------------------- |
| Numero Episodio:                                   | 01                                                 | 02                                                 | 03                                                 | 04                                                 | 05                                                 | 06                                                 | 07                                                 | 08                                                 | 09                                                 | 10                                                 | 11                                                 | 12                                                 | 13                                                 | 14                                                 | 15                                                 | 16                                                 | 17                                                 | 18                                                 | 19                                                 | 20                                                 | 21                                                 | 22                                                 | 23                                                 |
| Stagione 1                                         |                                                    |                                                    |                                                    |                                                    |                                                    |                                                    |                                                    |                                                    |                                                    |                                                    |                                                    |                                                    |                                                    |                                                    |                                                    |                                                    |                                                    |                                                    |                                                    |                                                    |                                                    |                                                    |                                                    |
| Stagione 2                                         |                                                    |                                                    |                                                    |                                                    |                                                    |                                                    |                                                    |                                                    |                                                    |                                                    |                                                    |                                                    |                                                    |                                                    |                                                    |                                                    |                                                    |                                                    |                                                    |                                                    |                                                    |                                                    |                                                    |
| Stagione 3                                         |                                                    |                                                    |                                                    |                                                    |                                                    |                                                    |                                                    |                                                    |                                                    |                                                    |                                                    |                                                    |                                                    |                                                    |                                                    |                                                    |                                                    |                                                    |                                                    |                                                    |                                                    |                                                    |                                                    |
| Stagione 4                                         |                                                    |                                                    |                                                    |                                                    |                                                    |                                                    |                                                    |                                                    |                                                    |                                                    |                                                    |                                                    |                                                    |                                                    |                                                    |                                                    |                                                    |                                                    |                                                    |                                                    |                                                    |                                                    |                                                    |
| Stagione 5                                         |                                                    |                                                    |                                                    |                                                    |                                                    |                                                    |                                                    |                                                    |                                                    |                                                    |                                                    |                                                    |                                                    |                                                    |                                                    |                                                    |                                                    |                                                    |                                                    |                                                    |                                                    |                                                    |                                                    |

| Punto di vista della Macchina                |
| Punto di vista di Samaritan                  |
| Punti di vista della Macchina e di Samaritan |

### Analessi, prolessi e predizioni
Nel corso della serie, i personaggi compiono occasionalmente ricostruzioni mentali di vecchi avvenimenti. Nella maggior parte degli episodi, però, sono La Macchina e Samaritan che mostrano agli spettatori, sotto forma di registrazioni di sorveglianza, gli eventi accaduti nel passato. Questi filmati si configurano come dei flashback. Fanno talvolta la loro apparizione anche dei flashforward (anticipazioni di fatti futuri), i quali sono esposti al di fuori dell'ottica delle due IA. Inoltre, la Macchina e Samaritan sviluppano in alcune puntate dei modelli predittivi in cui vengono elaborati accadimenti che potrebbero o avrebbero potuto verificarsi nella realtà. Questi strumenti diegetici evidenziano i parallelismi relativi alle vicende passate, presenti e future dei personaggi, portano alla luce dettagli nascosti della trama e permettono lo sviluppo di episodi (Apoteosi finale, Partita finale, Terra incognita, Fine programma) e archi narrativi (la quinta stagione) in medias res.
Le analessi, le prolessi e le simulazioni sono per la maggior parte incentrate su un unico personaggio per ciascuna puntata. A volte, tuttavia, ci possono essere negli episodi flashback e predizioni che riguardano vari personaggi presi singolarmente, oppure analessi e simulazioni policentriche (che non si concentrano su un unico personaggio, ma su una moltitudine di essi contemporaneamente).
| Presenza e tipologia dei flashback e delle simulazioni | Presenza e tipologia dei flashback e delle simulazioni | Presenza e tipologia dei flashback e delle simulazioni | Presenza e tipologia dei flashback e delle simulazioni | Presenza e tipologia dei flashback e delle simulazioni | Presenza e tipologia dei flashback e delle simulazioni | Presenza e tipologia dei flashback e delle simulazioni | Presenza e tipologia dei flashback e delle simulazioni | Presenza e tipologia dei flashback e delle simulazioni | Presenza e tipologia dei flashback e delle simulazioni | Presenza e tipologia dei flashback e delle simulazioni | Presenza e tipologia dei flashback e delle simulazioni | Presenza e tipologia dei flashback e delle simulazioni | Presenza e tipologia dei flashback e delle simulazioni | Presenza e tipologia dei flashback e delle simulazioni | Presenza e tipologia dei flashback e delle simulazioni | Presenza e tipologia dei flashback e delle simulazioni | Presenza e tipologia dei flashback e delle simulazioni | Presenza e tipologia dei flashback e delle simulazioni | Presenza e tipologia dei flashback e delle simulazioni | Presenza e tipologia dei flashback e delle simulazioni | Presenza e tipologia dei flashback e delle simulazioni | Presenza e tipologia dei flashback e delle simulazioni | Presenza e tipologia dei flashback e delle simulazioni |
| ------------------------------------------------------ | ------------------------------------------------------ | ------------------------------------------------------ | ------------------------------------------------------ | ------------------------------------------------------ | ------------------------------------------------------ | ------------------------------------------------------ | ------------------------------------------------------ | ------------------------------------------------------ | ------------------------------------------------------ | ------------------------------------------------------ | ------------------------------------------------------ | ------------------------------------------------------ | ------------------------------------------------------ | ------------------------------------------------------ | ------------------------------------------------------ | ------------------------------------------------------ | ------------------------------------------------------ | ------------------------------------------------------ | ------------------------------------------------------ | ------------------------------------------------------ | ------------------------------------------------------ | ------------------------------------------------------ | ------------------------------------------------------ |
| Numero Episodio:                                       | 01                                                     | 02                                                     | 03                                                     | 04                                                     | 05                                                     | 06                                                     | 07                                                     | 08                                                     | 09                                                     | 10                                                     | 11                                                     | 12                                                     | 13                                                     | 14                                                     | 15                                                     | 16                                                     | 17                                                     | 18                                                     | 19                                                     | 20                                                     | 21                                                     | 22                                                     | 23                                                     |
| Stagione 1                                             | J                                                      | F                                                      | J                                                      |                                                        |                                                        |                                                        |                                                        | J                                                      | C                                                      |                                                        | F                                                      |                                                        |                                                        |                                                        | J                                                      |                                                        |                                                        |                                                        | E                                                      | J                                                      | JF                                                     | FNA                                                    | X                                                      |
| Stagione 2                                             | F                                                      | R                                                      |                                                        |                                                        |                                                        | F                                                      |                                                        | F                                                      |                                                        |                                                        |                                                        | J                                                      | K                                                      | FN                                                     |                                                        |                                                        |                                                        |                                                        |                                                        | L                                                      | F                                                      | HF                                                     |                                                        |
| Stagione 3                                             |                                                        |                                                        |                                                        |                                                        | S                                                      |                                                        |                                                        | C                                                      |                                                        | FSJL                                                   | F                                                      | F                                                      |                                                        |                                                        |                                                        | X                                                      |                                                        |                                                        |                                                        |                                                        | G                                                      | P                                                      | P                                                      |
| Stagione 4                                             |                                                        |                                                        |                                                        |                                                        | F                                                      |                                                        |                                                        |                                                        |                                                        | O                                                      | Mx                                                     |                                                        |                                                        |                                                        |                                                        |                                                        | F                                                      |                                                        |                                                        | C                                                      |                                                        |                                                        |                                                        |
| Stagione 5                                             | F                                                      | M                                                      | J                                                      | s                                                      |                                                        | s                                                      |                                                        |                                                        |                                                        |                                                        |                                                        | flsjr                                                  | M                                                      |                                                        |                                                        |                                                        |                                                        |                                                        |                                                        |                                                        |                                                        |                                                        |                                                        |

| Analessi e predizioni della Macchina |
| Analessi e predizioni di Samaritan   |
| Assenza di analessi e predizioni     |

- J; j: Flashback e simulazioni incentrati su John Reese
- F; f: Flashback e simulazioni incentrati su Harold Finch
- C: Flashback incentrati su Joss Carter
- L; l: Flashback e simulazioni incentrati su Lionel Fusco
- R; r: Flashback e simulazioni incentrati su Root
- S; s: Flashback e simulazioni incentrati su Sameen Shaw
- M: Flashback incentrati su La Macchina
- E: Flashback incentrati su Carl Elias
- N: Flashback incentrati su Nathan Ingram
- A: Flashback incentrati su Alicia Corwin
- K: Flashback incentrati su Kara Stanton
- H: Flashback incentrati su Robert Hersh
- G: Flashback incentrati su Grace Hendricks
- P: Flashback incentrati su Peter Collier
- O: Flashback incentrati su John Greer
- X; x: Flashback e simulazioni policentrici

## Accoglienza

### Critica
La prima e la seconda stagione di Person of Interest hanno avuto valutazioni moderatamente favorevoli. Per quanto riguarda l'episodio pilota La macchina della conoscenza, David Wiegand del San Francisco Chronicle ha detto che «Person of Interest si distingue dalla massa» grazie alle caratterizzazioni, alla sceneggiatura, e a come «innesta un senso di paranoia post-11 settembre nei suoi telespettatori», mentre David Hinckley del New York Daily News ha valutato la puntata con un punteggio di quattro stelle su cinque, aggiungendo che Jim Caviezel «porta la stoffa giusta per questo ruolo [di John Reese]» e Michael Emerson «è affascinante come il signor Finch». Mary McNamara del Los Angeles Times ha, inoltre, dichiarato: «La nozione di prevenire reati piuttosto che risolverli è una svolta accattivante [...] la grafica di sorveglianza è eccezionale». Sempre nella prima annata, sono stati notevolmente acclamati gli episodi Il rischio dei ricordi e Apoteosi finale. Nella seconda, invece, sono state molto apprezzate le puntate Il dilemma del prigioniero e Morte apparente, quest'ultima lodata da Phil Dyess-Nugent di The A.V. Club per la levatura della regia di Jonathan Nolan. Il finale di stagione Fuori tempo massimo è stato, infine, valutato da Dyess-Nugent come «un episodio grandioso» e con «scene d'azione formidabili». Fra le analisi parzialmente negative, si segnala quella del celebre recensore televisivo Alan Sepinwall, il quale ha rimproverato la scelta di Jim Caviezel come interprete del protagonista John Reese, descrivendo lo stile di recitazione dell'attore come «sonnolento».
La terza annata ha rappresentato uno spartiacque per l'accoglienza di Person of Interest. L'opera, infatti, ha iniziato a riscuotere un elevato gradimento da parte dei commentatori. A tal proposito, Slant Magazine ha affermato che Person of Interest è un «solido thriller d'azione inframmezzato da puntate stand-alone ricche di colpi di scena all'interno di archi di trama stagionali». In aggiunta a ciò, The A.V. Club ha detto che il telefilm coglie «l'umore nazionale [statunitense] post-post-11 settembre» e che «ha trasformato la teoria del complotto in arte». Allo stesso tempo, tuttavia, alcuni recensori hanno accusato la serie di aver "saltato lo squalo", cioè di aver subito un'involuzione nella qualità della sceneggiatura: ad essere elementi di discordia sono stati, in special modo, l'introduzione della guerra fra La Macchina e Samaritan e la morte di Joss Carter, l'unico personaggio afroamericano del cast principale. L'episodio La paga del diavolo è stato quello più apprezzato di tutta l'annata, avendo ottenuto elogi per la sua sequenza d'apertura, la sceneggiatura, la regia di Chris Fisher, e la recitazione. Tim Surette di TV.com ha definito la puntata in esame uno «schianto» e ha specificamente elogiato lo sviluppo della figura di Lionel Fusco. Matt Fowler di IGN ha, nel contempo, attribuito alla puntata una valutazione «incredibile» di 9,3 su 10, mentre Dyess-Nugent ha dato a La paga del diavolo un perfetto voto A.
Nella quarta e nella quinta stagione, invece, ha guadagnato il plauso della critica la grande levatura delle prove attoriali di Amy Acker e Sarah Shahi nei panni di Root e Sameen Shaw. La Acker, in particolare, è stata ritenuta da molti commentatori meritevole di una candidatura agli Emmy Awards. In aggiunta a ciò, gli episodi L'opzione giusta e Simulazione 6 741 hanno riscosso un consenso quasi unanime da parte degli esperti e del pubblico. A tal proposito, Fowler ha dato alle due puntate un voto perfetto di 10 su 10, indicandole come «capolavori». Similarmente, Alexa Planje di The A.V. Club ha attribuito a entrambi gli episodi la valutazione massima A, precisando che gli elementi chiave di L'opzione giusta sono lo slow motion, la colonna sonora, il cromatismo e l'umorismo, mentre quelli di Simulazione 6 741 sono la recitazione della Shahi, la regia, la fotografia e il montaggio. Le puntate sono state, poi, definite da Entertainment Weekly rispettivamente «un classico istantaneo» e «un cazzotto emotivo». La chiusura di Person of Interest è stata anche oggetto di contestazione, specialmente per quanto concerne la morte di Root nella puntata Il giorno in cui il mondo sparì: essa, infatti, è stata etichettata come un esempio del problematico topos narrativo "Bury Your Gays" (l'impossibilità per gli omosessuali di ottenere un lieto fine nelle opere di fiction) ed è stata inserita in un controverso elenco di decessi di numerosi personaggi lesbici nei telefilm americani andati in onda nel 2016. Altri recensori, infine, hanno notato che Nolan, nel concepire la dipartita di Root e la sua adozione come avatar da parte della Macchina, si sarebbe ispirato all'episodio Un buco nel mondo di Angel, serie televisiva fantasy di Joss Whedon: in questa puntata, infatti, l'eroina Winifred Burkle, interpretata proprio dalla Acker, muore e un demone di nome Illyria prende possesso stabilmente del suo corpo.

### Ascolti
Secondo la CBS, l'emittente statunitense della serie, Person of Interest ha ricevuto nel 2011 il gradimento più alto per un episodio pilota di una serie drammatica americana negli ultimi 15 anni, fatto che un produttore esecutivo dell'emittente ha definito frutto di un'«attrattiva pazzesca» e che ha spinto la rete ad assegnare a Person of Interest la prima serata del giovedì e a spostare CSI - Scena del crimine (che è stato trasmesso in quella fascia oraria per oltre un decennio) al mercoledì. La macchina della conoscenza ha, inoltre, vinto la sfida contro i programmi concorrenti, ottenendo 13 330 000 spettatori. La CBS ha poi dichiarato che Person of Interest è stato il telefilm drammatico delle reti broadcast statunitensi cresciuto più velocemente in relazione agli ascolti nel corso delle annate televisive 2011–2012 e 2012–2013.
Il progressivo passaggio della serie da un'impostazione di trama "verticale", tipica dei prodotti televisivi della rete, a una di trama "orizzontale" mutò, tuttavia, lo scenario. Dalla terza stagione, infatti, Person of Interest ha cambiato collocazione, andando in onda nella seconda serata del martedì. Nonostante l'incognita del nuovo orario, nell'annata TV 2013–2014 la serie ha, però, confermato di essere una delle trasmissioni televisive più viste in America, piazzandosi al 7º posto nella relativa classifica di spettatori. Successivamente, durante la quarta stagione, Person of Interest è rimasta abbastanza stabile sulla quantità complessiva di ascolti, ma è calata significativamente di alcuni punti nel rating (registrando una media dell'1,5% di "percentuale di penetrazione"), mentre nella quinta annata il telefilm, complice il drastico spostamento della messa in onda nella primavera 2016, ha subito il dimezzamento del numero di spettatori.
La tabella proposta di seguito elenca in sintesi l'andamento dei dati di ascolto approssimati di Person of Interest sulla CBS nel corso degli anni:
| Stagione | Collocazione oraria (ET)                                 | Primo episodio    | Primo episodio      | Ultimo episodio | Ultimo episodio     | Media stagionale spettatori dal vivo |
| Stagione | Collocazione oraria (ET)                                 | Data              | Spettatori dal vivo | Data            | Spettatori dal vivo | Media stagionale spettatori dal vivo |
| -------- | -------------------------------------------------------- | ----------------- | ------------------- | --------------- | ------------------- | ------------------------------------ |
| 1        | Giovedì 21:00                                            | 22 settembre 2011 | 13 330 000          | 17 maggio 2012  | 13 470 000          | 14 337 000                           |
| 2        | Giovedì 21:00                                            | 27 settembre 2012 | 14 280 000          | 9 maggio 2013   | 13 160 000          | 16 072 000                           |
| 3        | Martedì 22:00                                            | 24 settembre 2013 | 12 440 000          | 13 maggio 2014  | 10 950 000          | 14 046 000                           |
| 4        | Martedì 22:00                                            | 23 settembre 2014 | 10 580 000          | 5 maggio 2015   | 8 180 000           | 12 217 000                           |
| 5        | Lunedì e martedì 22:00 (21:00 e 22:00 il 24 maggio 2016) | 3 maggio 2016     | 7 350 000           | 21 giugno 2016  | 6 510 000           | 6 139 000                            |

L'episodio della seconda stagione Il giorno fatale detiene il primato di puntata più vista della serie, avendo totalizzato 16 230 000 telespettatori in diretta. Il record negativo, invece, è dell'episodio della quinta annata Epidemia, seguito da 4 920 000 persone.

### Influenza culturale
Nel corso degli anni di messa in onda, Person of Interest ha avuto un discreto risalto a livello mediatico. In particolare, la serie è salita alla ribalta delle cronache americane per aver "predetto" fatti concernenti le operazioni top secret di sorveglianza di massa compiute dal National Security Agency, divenuti di dominio pubblico con lo scoppio nel 2013 dello scandalo Datagate a carico del whistleblower Edward Snowden. Più in generale, l'opera è ritenuta all'avanguardia per la sua trattazione del tema dell'intelligenza artificiale e delle branche filosofiche a esso collegati, quali la roboetica e il transumanesimo, oltre che per i quesiti posti da esso sulla materia del rispetto della privacy dei cittadini da parte delle istituzioni. A tal proposito, è degna di nota la citazione del telefilm fatta dal Premio Nobel per l'economia Paul Krugman sul proprio blog sul sito del quotidiano The New York Times.
In aggiunta a ciò, Person of Interest ha precorso opere thriller e d'azione con elementi fantascientifici similari, come le serie televisive Mr. Robot, Blindspot, The Player, ed APB, nonché il film Fast & Furious 7, settima parte dell'omonima saga cinematografica, la pellicola Spectre, ventiquattresimo capitolo dell'epopea filmica di James Bond, e il franchise di videogiochi open world Watch Dogs, pubblicato da Ubisoft.

## Riconoscimenti
Oltre ad aver ricevuto una buona accoglienza da una parte del pubblico e della critica, Person of Interest ha ottenuto alcuni premi e candidature a vari riconoscimenti. Di seguito è riportato l'elenco dei titoli e delle nomine principali conseguiti dalla serie:

### Vittorie
2012
- People's Choice Awards[201]
Miglior nuovo dramma televisivo

2014
- NAACP Image Award[202]
Migliore attrice non protagonista in una serie drammatica a Taraji P. Henson per il personaggio di Joss Carter

2015
- IGN's Best Of[203]
Miglior serie televisiva (scelta popolare)
Miglior serie televisiva d'azione (scelta IGN)
Miglior serie televisiva d'azione (scelta popolare)

2016
- IGN's Best Of[204]
Miglior serie televisiva d'azione (scelta IGN)
- People's Choice Awards[205]
Miglior dramma criminale televisivo

2017
- Globe de cristal[206]
Miglior serie televisiva straniera

### Candidature
2012
- Emmy Awards[207]
Nomina per Miglior missaggio sonoro per una serie comica o drammatica a Frank Morrone, Keith Rogers, Noah Timan e Scott Weber per l'episodio La macchina della conoscenza
- Golden Reel Awards[208]
Nomina per Miglior montaggio sonoro televisivo: dialoghi e doppiaggio a Thomas DeGorter, H. Jay Levine, Maciek Malish e Matt Sawelson per l'episodio Il testimone
- Hollywood Post Alliance Awards[209]
Nomina per Migliori effetti sonori televisivi a Thomas DeGorter, Keith Rogers, Matt Sawelson e Scott Weber per l'episodio La legge del più forte
- IGN's Best Of[210]
Nomina per Miglior serie televisiva d'azione
- NAACP Image Award[211]
Nomina per Migliore attrice in una serie drammatica a Taraji P. Henson per il personaggio di Joss Carter
- TV Guide Awards[212]
Nomina per Miglior nuova serie

2013
- Golden Reel Awards[213]
Nomina per Miglior montaggio sonoro televisivo: musica a Tom Trafalski per l'episodio Apoteosi finale
- IGN's Best Of[214]
Nomina per Miglior serie televisiva d'azione
Nomina per Migliore eroe televisivo a Taraji P. Henson per il personaggio di Joss Carter
- TV Guide Awards[215]
Nomina per Miglior serie drammatica

2014
- IGN's Best Of[216]
Nomina per Miglior serie televisiva d'azione
- People's Choice Awards[217]
Nomina per Migliore attore televisivo drammatico a Jim Caviezel per il personaggio di John Reese

2015
- IGN's Best Of[203]
Nomina per Migliore episodio televisivo per l'episodio L'opzione giusta
- Saturn Awards[218]
Nomina per Miglior serie televisiva su rete terrestre

2016
- Edgar Allan Poe Awards[219]
Nomina per Miglior sceneggiatura di un episodio televisivo a Erik Mountain e Melissa Scrivner Love per l'episodio Terra incognita
- IGN's Best Of[204]
Nomina per Miglior serie televisiva
- People's Choice Awards[205]
Nomina per Migliore attore televisivo in un dramma criminale a Jim Caviezel per il personaggio di John Reese
- World Soundtrack Awards[220]
Nomina per Compositore televisivo dell'anno a Ramin Djawadi

2017
- Edgar Allan Poe Awards[221]
Nomina per Miglior sceneggiatura di un episodio televisivo a Jonathan Nolan e Denise Thé per l'episodio Fine programma